# 古河市
古河市（こがし）は、関東地方のほぼ中央、茨城県の西端に位置する市。人口は約14万人で、 県西地域では最大。関東大都市圏にあり、かつ古河都市圏も形成している。栃木県・埼玉県と接し、群馬県・千葉県との県境も近い。生活圏は複数の県にまたがる。旧・下総国葛飾郡（市域東部は猿島郡）。

## 概要
いまの市域西北部が元の古河。『万葉集』に「許我」（こが）、『吾妻鏡』に「古我」という地名がみられる。南北朝時代以後に「古河」が定着。戦国時代には古河公方、江戸時代には古河藩の中心地となった。渡良瀬川・利根川の水運や日光街道（鎌倉街道中道）による交通の要衝でもあった。明治にも茨城県で最初の鉄道駅（古河駅）が開業。現在、古河総合公園（古河公方公園）に古河公方館跡、古河藩主土井利勝が始めた桃園がある。旧古河城の城下町・古河宿は、多数の寺社や町割などが今も昔の名残をとどめる。古河歴史博物館等の文化施設も多い。関東の小京都と称され、全国京都会議に加盟。市域中部にも鎌倉街道に沿って、静御前伝説や中世寺院が残る。東部には日光東街道の諸川に、中世からの市街地が形成された。

地勢は平坦。市域西端は渡良瀬川と渡良瀬遊水地、東端にも飯沼があった低地が広がる。現在の古河市の地形は、両低地とその間の台地、台地を南流する小河川（向堀川・宮戸川など）の谷底平野から構成され、各河川は市域南端で利根川に合流する。気候は典型的な関東内陸型で夏は暑い。冬は乾燥するため降雪は少ないが、北西の季節風（からっ風）が強い日も多い。

工業は、丘里工業団地・北利根工業団地 ・名崎工業団地などに、県内有数の規模で工場が集積している。商業は、市域西北部に中小店舗が集積していたが、近年はロードサイド店舗や他県を含む広範囲の大規模店舗に消費活動が移ってきている。農業は典型的な近郊農業。

交通は、JR東日本の東北本線（宇都宮線）の古河駅が通勤・通学等に利用されている。所要時間は東京駅・新宿駅から1時間強程度。市外のJR栗橋駅、東武鉄道新古河駅も近い。道路は国道4号（日光街道）・新4号国道・県道17号（日光東街道）などが南北を縦断し、国道125号・十間通り・国道354号などが東西を横断。鉄道は西部に偏っており、自動車が主要な交通手段である。

高等教育は、茨城県立古河中等教育学校、および、県立普通科高校が4つ（うち1つは商業科併設）、県立工業高校が1つ、私立高校が1つ。隣接他県の県立高校へも通学者が多い。

行政上では茨城県に属するが、国道4号やJR宇都宮線の沿線であることから、栃木県・埼玉県・東京都とのつながりが強い（後述する合併以前の旧古河市は、県西地域で唯一東京都市圏に属していた）。

2005年9月12日、平成の大合併により旧古河市と総和町・三和町が新設合併、現在の古河市となる。

## 地理

古河市中心部周辺の空中写真。市街地の西側を渡良瀬川が北から南へ流れる。画像左上方（北西）の草地は渡良瀬遊水地の最南部付近で、茨城県、栃木県、埼玉県、3県の県境にあたる。2021年5月6日撮影の21枚を合成作成。。

### 地勢
関東平野のほぼ中央に位置し、全域にわたり平坦な地形が広がる。南部を利根川が東流、西部は渡良瀬遊水地を経由した渡良瀬川が流れ利根川橋の北で利根川に合流する。
南部に比べ北部はやや標高が高く、市内を流れる川は利根川を除き北から南へと流れる。一方東西方向では目立った標高差の傾向はない。利根川・渡良瀬川沿いと、後述する池沼周辺以外は概ね猿島台地で、地の利を生かしてさしま茶が生産されている。

### 河川
- 利根川
- 渡良瀬川
- 中央排水路（大山沼）
- 向堀川
- 磯部都市下水路
- 女沼川
- 磯川（中央排水路〈釈迦沼〉）
- 釈水川
- 下大野都市下水路
- 宮戸川
- 西幹線排水路
- 大川
- 柳川
- 東支線排水路
- 西仁連川
- 飯沼川
- 東仁連川
- 吉田用水

### 池および沼
- 御所沼
- 大山沼（現在は干拓地）
- 釈迦沼（現在は干拓地）
- 水海沼（現在は干拓地）
- 長井戸沼（現在は干拓地）
- 東山田調整池

### 地名
古河市にある現在の地名は以下。おおむね、西から東、北から南の順に記載。
西部（旧古河市）：
- 静町（しずかまち）・松並（まつなみ）1-2丁目・常盤町（ときわまち）・平和町（へいわまち）・北町（きたまち）・雷電町（らいでんちょう）・三杉町（みすぎちょう）1-2丁目・緑町（みどりちょう）
- 宮前町（みやまえちょう）・横山町（よこやまちょう）1-3丁目・西町（にしまち）・大手町（おおてまち）・錦町（にしきちょう）・桜町（さくらまち）・中央町（ちゅうおうちょう）1-3丁目・本町（ほんちょう）1-4丁目・東（ひがし）1-3丁目・東本町（ひがしほんちょう）1-4丁目・旭町（あさひちょう）1-2丁目
- 長谷町（はせまち）・原町（はらまち）・幸町（さいわいちょう）・古河（こが）・下山町（しもやまちょう）・南町（みなみちょう）
- 立崎（たつざき）・長谷（はせ）・牧野地（まきのじ）・新久田（あらくだ）・鴻巣（こうのす）
- 鳥喰（とりはみ）・三和（さんわ）・坂間（さかま）・けやき平（けやきだいら）1-2丁目・茶屋新田（ちゃやしんでん）・中田新田（なかだしんでん）・中田（なかだ）・大山（おおやま）

中部（旧総和町）：
- 西牛谷（にしうしがや）・東牛谷（ひがしうしがや）・ 大堤（おおつつみ）・上辺見（かみへみ）・下辺見（しもへみ）・女沼（おなぬま）
- 小堤（こつつみ）・関戸（せきど）・丘里（おかざと）・上大野（かみおおの）・稲宮（いなみや）
- 下大野（しもおおの）・柳橋（やぎはし）・葛生（かずろう）・久能（くのう）・北利根（きたとね）・高野（こうや）
- 砂井新田（いさごいしんでん）・上砂井（かみいさごい）・磯部（いそべ）・駒羽根（こまはね）・釈迦（しゃか）・前林（まえばやし）・水海（みずうみ）

東部（旧三和町）：
- 上片田（かみかたた）・下片田（しもかたた）・駒込（こまごめ）・上和田（かみわだ）・新和田（しんわだ）・五部（ごへい）・諸川（もろかわ）・東諸川（ひがしもろかわ）・新和田（しんわだ）・大和田（おおわだ）・仁連（にれい）
- 北山田（きたやまた）・山田（やまた）・東山田（ひがしやまた）・谷貝（やがい）・長左エ門新田（ちょうざえもんしんでん）
- 尾崎（おさき）・北間中橋（きたまなかばし）・西間中橋（にしまなかばし）・東間中橋（ひがしまなかばし）・南間中橋（みなみまなかばし）・江口（えぐち）・名崎（なさき）・恩名（おんな）

古河市側から渡良瀬川の対岸に「向古河（むかいこが）」地区や東武日光線「新古河駅」があるが、所在は埼玉県加須市（旧北川辺町）になる。

### 隣接する都道府県との関係
概要のとおり、歴史的な背景・現在の交通網の関係（宇都宮線・国道4号を中心とした交通網）から、現在でも茨城県内では特殊な傾向を示す地域である。
茨城県内の他市町村と比べて埼玉県・栃木県との関係が強い。各種調査でも栃木県・埼玉県への流動を見ることができるほか、以下のような例外扱いを受けている。
- 市外局番（0280・古河MA）や通話料金区域では栃木県扱い。そのため、県内他地域への通話は県間通話扱いとなる。古河MAの通話料金区域は、茨城・栃木（野木町）・埼玉（加須市旧北川辺町）の3県にまたがっている。
- 市内を走るJR宇都宮線は、東日本旅客鉄道大宮支社管轄。
- 日本通運の宅配便では16佐野ターミナル（栃木県佐野市）管轄。
- 当市内の国道4号、新4号国道は、結城市内の国道50号などと共に宇都宮国道事務所の管轄。

一方で県内とは、JRバス関東東古河妻線の八千代町松本以東廃止後は、直接結ぶ公共交通機関は隣接する境町への路線バスのみである。そのため、茨城県内の中心軸の常磐線・国道6号沿線との関係が希薄な状態が続いている。
茨城県庁では、上記のような状況を県土の一体性を損なうものと認識しており、地域格差を解消するための施策として、2006年から2010年度までの5か年計画で、鹿行・県南・県西の各地域を「南部広域連携圏」とし、首都圏との更なる連携を強める交通インフラに重点を置いた地域造りを目指していた。
古河市についてはその地域特性を認め、埼玉県、栃木県との連携も視野に古河都市計画区域マスタープランにおいても、「さいたま新都心や小山・宇都宮圏と連携し，東京都市圏の機能の一翼を担う」と明記されている。

### 気象
典型的な関東内陸の気候である。夏に関しては同じく酷暑で有名な熊谷や前橋、館林と並び酷暑となる。また冬は北西の季節風の強い日が多く、実際の気温以上に寒く感じられる。
- 2025年8月5日に観測された日最高気温記録の40.6℃は茨城県内最高気温である[7]。8月の最高気温の平均値（32.0℃）[8]も茨城県内最高である[注釈 4]。夏季の最低気温も古河は茨城県内では最も高く、熱帯夜になることもある。
- 冬は放射冷却現象により、朝は氷点下の冬日となることもしばしばある。それでも朝晩の冷え込みは県内他地域に比べると幾分弱く、1月の平均最低気温は-1.3°Cと、太平洋沿岸部を除くと、内陸では霞ケ浦に隣接する土浦に次いで高くなっている。日中は北西の季節風が強く、休耕中の田畑から猿島台地を覆っている関東ローム層の赤土の砂埃が舞い上がることも多い。

| 古河（1991年 - 2020年）の気候      | 古河（1991年 - 2020年）の気候 | 古河（1991年 - 2020年）の気候 | 古河（1991年 - 2020年）の気候 | 古河（1991年 - 2020年）の気候 | 古河（1991年 - 2020年）の気候 | 古河（1991年 - 2020年）の気候 | 古河（1991年 - 2020年）の気候 | 古河（1991年 - 2020年）の気候 | 古河（1991年 - 2020年）の気候 | 古河（1991年 - 2020年）の気候 | 古河（1991年 - 2020年）の気候 | 古河（1991年 - 2020年）の気候 | 古河（1991年 - 2020年）の気候 |
| 月                                 | 1月                           | 2月                           | 3月                           | 4月                           | 5月                           | 6月                           | 7月                           | 8月                           | 9月                           | 10月                          | 11月                          | 12月                          | 年                            |
| ---------------------------------- | ----------------------------- | ----------------------------- | ----------------------------- | ----------------------------- | ----------------------------- | ----------------------------- | ----------------------------- | ----------------------------- | ----------------------------- | ----------------------------- | ----------------------------- | ----------------------------- | ----------------------------- |
| 最高気温記録 °C （°F）             | 18.8 (65.8)                   | 23.4 (74.1)                   | 26.9 (80.4)                   | 31.4 (88.5)                   | 35.1 (95.2)                   | 38.9 (102)                    | 40.0 (104)                    | 40.6 (105.1)                  | 38.2 (100.8)                  | 33.1 (91.6)                   | 25.7 (78.3)                   | 25.3 (77.5)                   | 40.6 (105.1)                  |
| 平均最高気温 °C （°F）             | 9.2 (48.6)                    | 10.3 (50.5)                   | 14.0 (57.2)                   | 19.6 (67.3)                   | 24.1 (75.4)                   | 26.6 (79.9)                   | 30.6 (87.1)                   | 32.0 (89.6)                   | 27.8 (82)                     | 21.9 (71.4)                   | 16.4 (61.5)                   | 11.4 (52.5)                   | 20.3 (68.5)                   |
| 日平均気温 °C （°F）               | 3.6 (38.5)                    | 4.6 (40.3)                    | 8.2 (46.8)                    | 13.5 (56.3)                   | 18.4 (65.1)                   | 21.8 (71.2)                   | 25.6 (78.1)                   | 26.8 (80.2)                   | 23.0 (73.4)                   | 17.2 (63)                     | 11.0 (51.8)                   | 5.8 (42.4)                    | 14.9 (58.8)                   |
| 平均最低気温 °C （°F）             | −1.3 (29.7)                   | −0.5 (31.1)                   | 2.9 (37.2)                    | 8.0 (46.4)                    | 13.6 (56.5)                   | 18.0 (64.4)                   | 21.9 (71.4)                   | 23.0 (73.4)                   | 19.3 (66.7)                   | 13.2 (55.8)                   | 6.3 (43.3)                    | 0.9 (33.6)                    | 10.4 (50.7)                   |
| 最低気温記録 °C （°F）             | −11.9 (10.6)                  | −8.3 (17.1)                   | −4.8 (23.4)                   | −1.4 (29.5)                   | 2.3 (36.1)                    | 10.6 (51.1)                   | 14.5 (58.1)                   | 15.6 (60.1)                   | 8.4 (47.1)                    | 2.1 (35.8)                    | −2.4 (27.7)                   | −6.3 (20.7)                   | −11.9 (10.6)                  |
| 降水量 mm （inch）                 | 35.2 (1.386)                  | 35.1 (1.382)                  | 75.9 (2.988)                  | 91.3 (3.594)                  | 120.8 (4.756)                 | 132.0 (5.197)                 | 147.3 (5.799)                 | 135.8 (5.346)                 | 181.4 (7.142)                 | 166.1 (6.539)                 | 61.6 (2.425)                  | 37.7 (1.484)                  | 1,229.9 (48.421)              |
| 平均降水日数 （≥1.0 mm）           | 3.9                           | 4.6                           | 8.6                           | 9.4                           | 11.0                          | 12.1                          | 11.6                          | 8.6                           | 11.0                          | 10.2                          | 6.0                           | 4.2                           | 101.2                         |
| 平均月間日照時間                   | 208.7                         | 195.1                         | 197.2                         | 190.6                         | 184.7                         | 128.6                         | 144.7                         | 168.1                         | 133.1                         | 145.1                         | 165.0                         | 188.5                         | 2,049.5                       |
| 出典1：Japan Meteorological Agency |                               |                               |                               |                               |                               |                               |                               |                               |                               |                               |                               |                               |                               |
| 出典2：気象庁                      |                               |                               |                               |                               |                               |                               |                               |                               |                               |                               |                               |                               |                               |

## 市勢
- 面積：123.58 km2
- 人口：142,995人
  - 男性：71,450人
  - 女性：71,545人
- 世帯数：50,465

（平成22年国勢調査）

### 人口
2000年の国勢調査で14万6552人を記録して以降、市全体としては減少傾向にある。一方で旧市町別では、旧総和町が増加傾向にある。
| |                                        |  |
| 古河市と全国の年齢別人口分布（2005年） | 古河市の年齢・男女別人口分布（2005年） |  |
| ■紫色 ― 古河市 ■緑色 ― 日本全国 | ■青色 ― 男性 ■赤色 ― 女性              |  |
| 古河市（に相当する地域）の人口の推移 \| 1970年（昭和45年） \| 97,659人 \| \| \| 1975年（昭和50年） \| 108,889人 \| \| \| 1980年（昭和55年） \| 117,691人 \| \| \| 1985年（昭和60年） \| 129,842人 \| \| \| 1990年（平成2年） \| 139,239人 \| \| \| 1995年（平成7年） \| 146,010人 \| \| \| 2000年（平成12年） \| 146,452人 \| \| \| 2005年（平成17年） \| 145,265人 \| \| \| 2010年（平成22年） \| 142,995人 \| \| \| 2015年（平成27年） \| 140,946人 \| \| \| 2020年（令和2年） \| 139,344人 \| \| |                                        |  |
| 総務省統計局 国勢調査より |                                        |  |
| 1970年（昭和45年） | 97,659人                               |  |
| 1975年（昭和50年） | 108,889人                              |  |
| 1980年（昭和55年） | 117,691人                              |  |
| 1985年（昭和60年） | 129,842人                              |  |
| 1990年（平成2年） | 139,239人                              |  |
| 1995年（平成7年） | 146,010人                              |  |
| 2000年（平成12年） | 146,452人                              |  |
| 2005年（平成17年） | 145,265人                              |  |
| 2010年（平成22年） | 142,995人                              |  |
| 2015年（平成27年） | 140,946人                              |  |
| 2020年（令和2年） | 139,344人                              |  |

## 歴史

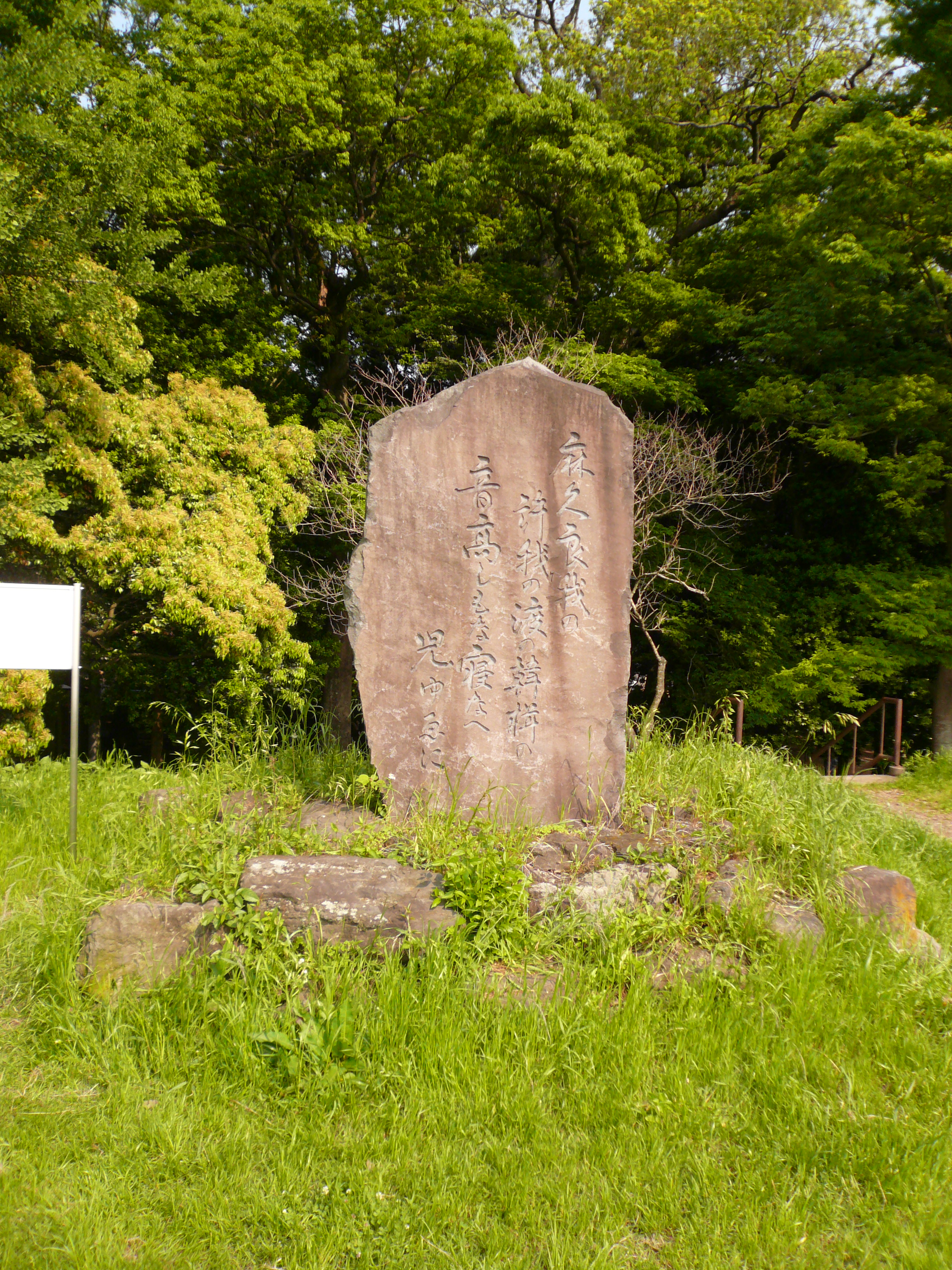
古河市名の由来となった万葉歌碑
「麻久良我の 許我の渡りの韓楫の 音高しもな寝なへ 兒ゆゑに」

### 地理的条件
古河の歴史に影響を与えた河川の様相は現在と異なる。 中世の渡良瀬川下流は太日川と呼ばれ（現在の江戸川）、直接東京湾に注いだ。そのため、古河は現在の東京・房総と北関東を水運で結ぶ位置にあった。さらに、この渡良瀬川・旧利根川水系と、鬼怒川・常陸川水系（太平洋に向かう現在の利根川下流）は独立しており、相互にはつながっていなかったと考えられている。両水系の接続は、中世関東の交通・物流にとって重要な課題であった。古河地方は両水系が最も近接する位置にあり、陸路による接続が容易になる。このような拠点性、および西方（現在の渡良瀬遊水地方面など）が湿地である天然の要害でもあったことから、室町時代には鎌倉公方が移座先として古河を選び、古河公方が成立した。戦国時代には、渡良瀬川・旧利根川に接する古河城・栗橋城、および、常陸川に接する水海城・関宿城の支配が、古河公方の権力基盤となった。江戸時代になって、利根川東遷により両水系が接続された後も、水運は古河と江戸などを結ぶ主要な交通・物流手段であり続ける。しかしこれら水運の良さと要害性の一方では、水害に悩まされることが多く、明治時代の足尾銅山鉱毒事件の際には、河川改修事業により古河城の遺構が破壊されることになる。

国境（県境）については、江戸期の古河藩領は下総国・下野国・武蔵国に跨るが、明治以降の市域は下総部だけが、印旛県・千葉県を経て茨城県に編入された経緯がある。旧常陸国、水戸街道を中心に形成された茨城県の県史において、古河はやや傍流的な位置づけになっている。

### 先史時代
縄文時代のものとみられる貝塚、集落が発見されており、そのころから人が定住しているものと考えられる。

### 奈良時代
『万葉集』に、「許我（こが）」が二首（巻14、3555番及び3558番）詠まれ、渡良瀬川の渡し場として賑わっていたことが窺える。
- “まくらがの　許我の渡りのからかじの音高しもな寝なへ児ゆえに”
- “逢はずして 行かば惜しけむ　麻久良我の　許我（こが）漕ぐ船に　君も逢はぬかも”

交通路としては、下総国の古河からこの渡しの対岸は向古河であり武蔵国の最東北部の北川辺（現在の加須市）に入り、西へ進んで浅間川を南岸へ渡ると旧大越村を通りそこからは武蔵国内を南下できる。

### 平安時代
渡良瀬川近くの市内牧野地に、川戸台遺跡が、9世紀初め〜10世紀の平安時代に東日本最大級の“製鉄所”跡で、ここで生産された鍋が多賀城（仙台市北東隣の多賀城市）や秋田城（秋田市）に送られていたことが、古河市教育委員会の発掘調査により判明した。同じく古河市教育委員会の発掘調査により、三和窯跡群の一角で、かつて飯沼だった東仁連川近くの古河市江口にある江口長沖窯跡で、9世紀後半の「半地下式平窯」が県内で初めて発見され、ここで作られた須恵器が水運により関東地方の広範囲に流通していたと考えられるなど、平安時代にも交通の要所であり、また製鉄や窯業の生産拠点であったことがうかがえる。

### 中世（鎌倉時代〜戦国時代）
詳細は古河城・古河公方・古河府も参照
- 鎌倉時代
  - 源頼朝の近臣・下河辺行平（小山氏の一族）が市内の立崎（竜崎）に館を築いたと言われる。古河城の起源とも考えられる。
  - 吾妻鏡（寿永二年（1183年)[注釈 7])に、下河辺行平と弟の政義が古我の渡し（渡良瀬川）と高野の渡し（古利根川）を固めたとある（源頼朝と源義広との争い）。
  - 源頼政の伝説（頼政神社）、静御前の伝説（思案橋）や遺品（光了寺）が残されている[13]
  - 市域の大半は下河辺氏・幸島（さしま）氏、東部（飯沼以東）は山川氏が支配していたと考えられる[13]
  - 鎌倉街道中道は、五霞町元栗橋から市内前林・砂井新田・下辺見を経由して元の古河に向かう本道の他に、前林で分岐して磯部・女沼・下大野・関戸を経て小山・結城方面へ北上するルートもあった。この古道沿いに勝願寺・安禅寺・正定寺・長命寺・関戸の宝塔（旧金剛寺）、円満寺など古刹・遺跡が集まっている[14]。
- 南北朝時代・室町時代〜戦国時代
  - 古河城は鎌倉公方の軍事拠点、のちには古河公方の本拠地となり、元の古河は関東の中心の一つとして発展する。市域南部の水海（水海城）は古河公方重臣・簗田氏の拠点となった。
  - 初代古河公方・足利成氏が鎌倉から古河に移る原因となった享徳の乱（きょうとくのらん、享徳3年12月27日（1455年1月15日） - 文明14年11月27日（1483年1月6日））は、関東地方における戦国時代の始まりと位置付けられている。
  - 第五代古河公方・足利義氏期には、関東の将軍たる成氏期と異なり、「古河公方領国」に支配を集中したが、その範囲は渡良瀬川と飯沼にはさまれた現在の古河市全域、境町域と坂東市域、埼玉県加須市北川辺、関宿を中心とした千葉県野田市の一部などであった[15]。

### 近世（江戸時代）
詳細は古河城・古河藩も参照
- 古河藩が設置され古河城が藩庁となった。
  - 歴代古河藩主においては、大老2人（土井利勝、堀田正俊）のほか、老中や京都所司代などにつくものも多い、有力譜代藩であった。
  - 土井利勝に預けられた鮭延秀綱が正保3年（1646年）死去し、鮭延寺に葬られた。同寺には、熊沢蕃山も葬られている[16]。
  - 古河藩第十一代藩主・土井利位が、鷹見泉石の補佐を受け、天保3年（1832年）、日本初の雪の結晶に関する観察図鑑『雪華図説』を出版した。
  - 古河藩領は、現在の市域を含む下総国北西部、および隣接する下野国南部、武蔵国北東部にまたがって形成され、当時の古河城下（現在の市域西部）は古河藩領の中心にあった。しかし近代以降に旧藩領は県境によって分断され、三方を他県域に囲まれた県最西端の町になる。
- 古河藩だけでなく、いまの市域東部・南部には、天領（幕府直轄地）や壬生藩領、 関宿藩領なども複雑に入り組んでいた[17]。
  - 東端にあった飯沼の干拓・新田開発が享保10年（1725年）に始まる。同12年には31か所の新田が生み出され、地域の景観が一変する。飯沼は古河市・八千代町・坂東市・常総市にまたがる広大な沼だった。
- 中世と同様に、交通の要衝であり続けた。
  - 現在の市域西部を日光街道（日光道中）が南北に貫き、古河城下（元の古河）に古河宿、中田に中田宿が設けられた。一方、東部には日光東往還（日光東街道）が縦断し、谷貝宿・仁連宿・諸川宿が設けられた。
  - 徳川将軍家による日光社参では、古河城に将軍が宿泊することが多かった。
  - 古河城の城下町には渡良瀬川の河岸があり、水運が盛んで、農産物の集散地として高瀬舟が米や野菜を利根川、江戸川を経由して江戸に運搬していた。

### 近代（明治から第二次世界大戦まで）
古河藩廃止後、若干の変遷を経て、市域は茨城県に編入。内国通運（現在の日本通運）が蒸気船を古河と東京の間に運航するようになった。1885年に開業した東北本線古河駅は茨城県内最初の鉄道駅である。製糸産業の発達で人口が急増した結果、古河町（当時）は一時期、茨城県内で2番目の人口となった。
- 1871年（明治4年）7月 –  廃藩置県により古河藩廃止。元の古河を含む現市域の過半は古河県に、他は葛飾県・関宿県・壬生県等になった。さらに11月には全域が印旛県へ
- 1873年（明治6年）6月 – 印旛県廃止。千葉県に移行
- 1875年（明治8年）5月 – 千葉県から茨城県に編入
- 1880年（明治13年）5月 – 製糸会社「古河同志社」設立。以後、第二次世界大戦まで製糸業が繁栄[18]
- 1885年（明治18年）7月16日 – 東北本線古河駅開業。
- 1889年（明治22年）4月1日 – 町村制施行により現在の市域の町村が成立。
- 1896年（明治29年）3月29日 – 西葛飾郡が廃止され、古河町・新郷村・岡郷村・水海村・勝鹿村・桜井村は猿島郡に編入される。
- 1896年（明治29年）– このころから渡良瀬川流域に鉱毒被害あらわれる（足尾鉱毒事件）
- 1902年（明治37年）– 田中正造が谷中村に入る。谷中村遊水池化計画に抗議。当時の古河町には田中正造の支援者が多かった[19]
- 1910年（明治43年）– 渡良瀬川改修工事始まる。本工事は1923年（大正14年）に竣工。谷中村・悪戸新田などが遊水地に代わり、伊賀袋・立崎で屈曲していた流路が直線化された[20]。谷中村からの転居先のうち、古河町は転居者数が最多（詳細は谷中村参照）
- 1924年（大正13年）：町内に本店があった第百二十銀行が放漫経営が原因で休業に追い込まれる。2年後に破産、農民らに打撃[21]。
- 1932年（昭和7年）7月1日 –新郷村大字伊賀袋および立崎の一部が、埼玉県北埼玉郡川辺村（のちに北川辺町→加須市）に編入される。
- 1934年（昭和9年）4月29日 – 名崎送信所稼働開始。2003年まで送信を続けた
- 1941年（昭和16年）1月1日 –東山田の八俣送信所稼働開始

### 現代（第二次世界大戦後）
東北本線が電化され、上野まで約1時間で結ばれるようになってから（1958年（昭和33年））は、東京のベッドタウンとしての役割が加わって人口がさらに増大し、合併前には人口密度で茨城県内第1位となっていた。1960年頃から工場の集積が始まる。
　2020年頃には、都心回帰の影響で東京のベッドタウンとしての役割は薄れたが、それでも県南の土浦市より東京への通勤・通学率は高く、人口では土浦市に次いで茨城県内第6位である。
- 1950年（昭和25年）8月1日 - 古河町が市制を施行し、古河市となる。（単独市制、茨城県下4番目）
- 1950年（昭和25年）8月10日 - 初代の市章を制定する。
- 1953年（昭和28年）5月18日 – 国道125号が制定。
- 1954年（昭和29年）2月20日 – 陸上自衛隊古河駐屯地が上辺見・三菱重工業古河工場跡地に開設（当時は保安隊）。
- 1955年（昭和30年）
  - 2月11日 - 幸島村・八俣村が結城郡名崎村と合併し、三和村（みわむら）となる。
  - 3月15日 - 古河市が、新郷村を編入する。
  - 3月16日 - 勝鹿村・岡郷村・桜井村・香取村が合併し、総和村となる。
- 1963年（昭和39年）- 配電盤茨城団地が下大野に造成[23]。
- 1966年（昭和41年）- 丘里工業団地（岡郷工業団地）が飛行場（古河地方航空機乗員養成所）跡地に造成・公募開始。北利根工業団地も同年造成[23]
- 1968年（昭和43年）1月1日 - 総和村が町制施行し総和町となる。
- 1969年（昭和44年）- 三和村が町制施行・改称し三和町（さんわまち）となる。
- 1970年（昭和45年）- 古河市住宅公社が、坂間工業団地造成を開始。いまの坂間企業団地
- 1975年（昭和50年）- 古河総合公園（古河公方公園）が部分開園
- 1981年（昭和56年）4月1日 - 新利根川橋が開通。
- 1984年（昭和59年）4月12日 - 古河駅高架化完成・竣工式。市内踏切の交通渋滞解消
- 1992年（平成4年）4月8日 - 新4号国道が全線開通。
- 1992年（平成4年）9月7日 - 新たな住居表示地名として、けやき平一丁目・二丁目（旧大字中田、茶屋、板間の各一部）を設定[24]。
- 1993年（平成5年）4月1日 - 国道354号（館林市 - 大洋村間）が制定。
- 1996年（平成8年）- 古河総合公園（古河公方公園）の御所沼復元。おおむね現在の姿になる。同公園は2003年、ユネスコ主催の「文化景観の保護と管理に関するメリナ・メルクーリ国際賞」受賞
- 2005年（平成17年）9月12日：古河市と総和町、三和町が合併（新設合併）し、新たに古河市となる。
- 2006年（平成18年）1月21日 - 2代目の市章を制定する[25]。
- 2010年（平成22年）12月17日 - 旧古河市が全額出資していた古河市住宅公社が破産。
- 2011年（平成23年）11月17日 - 日野自動車が名崎無線送信所跡地に古河工場を建設・起工式。2012年から段階的に稼働開始
- 2012年（平成24年）7月3日 - 渡良瀬遊水地がラムサール条約登録湿地となる（日本のラムサール条約登録地一覧）
- 2013年（平成25年）7月7日 - 道の駅まくらがの里こがが大和田・新4号国道に開所[26]
- 2020年（令和2年）6月 - 仁連工業団地整備完了[27]。
- 2021年（令和3年）7月5日 - 2020年東京オリンピックの聖火リレーを中継。同大会は新型コロナウイルス感染症のため1年延期
- 2023年（令和5年）10月31日 - 鎌倉市と文化・観光交流協定を締結。歴史的関わりや文化を通じた交流促進、観光振興の施策推進、市民の交流促進、交流にあたっての民間活力を誘導する取組など[28]
- 2025年（令和7年）5月29日 - 将棋名人戦開催。会場はホテル山水【中央町】。名人戦は県内初。翌日まで続いた対局は藤井聡太名人が永瀬拓矢九段を降した[29]

### 行政区域変遷
変遷の年表
| 古河市市域の変遷（年表） | 古河市市域の変遷（年表） | 古河市市域の変遷（年表） |
| 年                       | 月日                     | 現古河市市域に関連する行政区域変遷 |
| ------------------------ | ------------------------ | --- |
| 1889年（明治22年）       | 4月1日                   | 町村制施行により、以下の町村がそれぞれ発足。 - 旧古河市 - 西葛飾郡 - 古河町 ← 古河町・原町・悪戸新田 - 新郷村 ← 中田町と新久田村・鴻巣村・伊賀袋村・駒ケ崎村・長谷村・牧野地村・立崎村・ 鳥喰村・中田新田・茶屋新田・坂間村・大山村 - 旧総和町 - 西葛飾郡 - 香取村 ← 駒羽根村・釈迦村・磯部村・前林村・上砂井村・砂井新田・水海村 - 桜井村 ← 高野村・久能村・柳橋村・葛生村・下大野村 - 勝鹿村 ← 下辺見村・上辺見村・東牛谷村・西牛谷村・女沼村・大堤村 - 岡郷村 ← 小堤村・上大野村・関戸村・稲宮村 - 旧三和町 - 猿島郡 - 幸島村 ← 諸川村・五部村・上和田村・諸川新田・下片田村・大和田村・上片田村・駒込村・ 新和田村・仁連村 - 八俣村 ← 北山田村・山田村・東山田村・谷貝村・長左衛門新田の一部 - 結城郡 - 名崎村 ← 恩名村・長左衛門新田の一部・江口村・尾崎村・尾崎村新田・成田新田・水口村新田 |
| 1896年（明治29年）       | 3月29日                  | 西葛飾郡は猿島郡に編入。 |
| 1916年（大正5年）        |                          | 香取村の一部（釈迦・前林の各一部）は五霞村に編入。 |
| 1932年（昭和7年）        | 7月1日                   | 新郷村の一部（伊賀袋と立崎の一部）は埼玉県北埼玉郡川辺村に編入。 |
| 1950年（昭和25年）       | 8月1日                   | 古河町は市制施行し古河市になる。 |
| 1955年（昭和30年）       | 2月11日                  | 幸島村・八俣村・名崎村が合併し三和村（みわむら）が発足。 |
| 1955年（昭和30年）       | 3月15日                  | 新郷村は古河市に編入。 |
| 1955年（昭和30年）       | 3月16日                  | 香取村・桜井村・勝鹿村・岡郷村は合併し総和村が発足。 |
| 1955年（昭和30年）       | 6月                      | 三和村の一部（成田新田）は八千代町に編入。 |
| 1968年（昭和43年）       | 1月1日                   | 総和村が町制施行し総和町となる。 |
| 1969年（昭和44年）       | 1月1日                   | 三和村は町制施行・改称し三和町（さんわまち）となる。 |
| 1975年（昭和50年）       |                          | - 三和町の一部（尾崎の一部）は結城市に編入。 - 結城市の一部（北南茂呂・東茂呂・七五三場の各一部）は三和町に編入。 |
| 2005年（平成17年）       | 9月12日                  | 古河市・総和町・三和町とともに合併し古河市が発足。 |

変遷表
| 古河市市域の変遷表（※細かな境界の変遷は省略） | 古河市市域の変遷表（※細かな境界の変遷は省略） | 古河市市域の変遷表（※細かな境界の変遷は省略） | 古河市市域の変遷表（※細かな境界の変遷は省略） | 古河市市域の変遷表（※細かな境界の変遷は省略） | 古河市市域の変遷表（※細かな境界の変遷は省略） | 古河市市域の変遷表（※細かな境界の変遷は省略） | 古河市市域の変遷表（※細かな境界の変遷は省略） | 古河市市域の変遷表（※細かな境界の変遷は省略） | 古河市市域の変遷表（※細かな境界の変遷は省略） |
| 1868年 以前                                   | 1868年 以前                                   | 1868年 以前                                   | 明治元年 - 明治22年                           | 明治22年 4月1日                               | 明治22年 - 昭和19年                           | 昭和20年 - 昭和64年                           | 昭和20年 - 昭和64年                           | 平成元年 - 現在                               | 現在                                          |
| --------------------------------------------- | --------------------------------------------- | --------------------------------------------- | --------------------------------------------- | --------------------------------------------- | --------------------------------------------- | --------------------------------------------- | --------------------------------------------- | --------------------------------------------- | --------------------------------------------- |
| 葛飾郡 （西葛飾郡）                           |                                               | 古河町                                        | 古河町                                        | 古河町                                        | 明治29年3月29日 猿島郡に編入                  | 昭和25年8月1日 市制                           | 昭和25年8月1日 市制                           | 平成17年9月12日 古河市                        | 古河市                                        |
| 葛飾郡 （西葛飾郡）                           | 原町                                          |                                               |                                               | 古河町                                        | 明治29年3月29日 猿島郡に編入                  | 昭和25年8月1日 市制                           | 昭和25年8月1日 市制                           | 平成17年9月12日 古河市                        | 古河市                                        |
| 葛飾郡 （西葛飾郡）                           | 悪戸新田村                                    |                                               |                                               | 古河町                                        | 明治29年3月29日 猿島郡に編入                  | 昭和25年8月1日 市制                           | 昭和25年8月1日 市制                           | 平成17年9月12日 古河市                        | 古河市                                        |
| 葛飾郡 （西葛飾郡）                           |                                               | 中田町                                        | 中田町                                        | 新郷村 の一部                                 | 明治29年3月29日 猿島郡に編入                  | 昭和30年3月15日 古河市に編入                  | 昭和30年3月15日 古河市に編入                  | 平成17年9月12日 古河市                        | 古河市                                        |
| 葛飾郡 （西葛飾郡）                           | 新久田村                                      |                                               |                                               | 新郷村 の一部                                 | 明治29年3月29日 猿島郡に編入                  | 昭和30年3月15日 古河市に編入                  | 昭和30年3月15日 古河市に編入                  | 平成17年9月12日 古河市                        | 古河市                                        |
| 葛飾郡 （西葛飾郡）                           | 鴻巣村                                        |                                               |                                               | 新郷村 の一部                                 | 明治29年3月29日 猿島郡に編入                  | 昭和30年3月15日 古河市に編入                  | 昭和30年3月15日 古河市に編入                  | 平成17年9月12日 古河市                        | 古河市                                        |
| 葛飾郡 （西葛飾郡）                           | 駒ケ崎村                                      |                                               |                                               | 新郷村 の一部                                 | 明治29年3月29日 猿島郡に編入                  | 昭和30年3月15日 古河市に編入                  | 昭和30年3月15日 古河市に編入                  | 平成17年9月12日 古河市                        | 古河市                                        |
| 葛飾郡 （西葛飾郡）                           | 長谷村                                        |                                               |                                               | 新郷村 の一部                                 | 明治29年3月29日 猿島郡に編入                  | 昭和30年3月15日 古河市に編入                  | 昭和30年3月15日 古河市に編入                  | 平成17年9月12日 古河市                        | 古河市                                        |
| 葛飾郡 （西葛飾郡）                           | 牧野地村                                      |                                               |                                               | 新郷村 の一部                                 | 明治29年3月29日 猿島郡に編入                  | 昭和30年3月15日 古河市に編入                  | 昭和30年3月15日 古河市に編入                  | 平成17年9月12日 古河市                        | 古河市                                        |
| 葛飾郡 （西葛飾郡）                           | 立崎村の一部                                  |                                               |                                               | 新郷村 の一部                                 | 明治29年3月29日 猿島郡に編入                  | 昭和30年3月15日 古河市に編入                  | 昭和30年3月15日 古河市に編入                  | 平成17年9月12日 古河市                        | 古河市                                        |
| 葛飾郡 （西葛飾郡）                           | 鳥喰村                                        |                                               |                                               | 新郷村 の一部                                 | 明治29年3月29日 猿島郡に編入                  | 昭和30年3月15日 古河市に編入                  | 昭和30年3月15日 古河市に編入                  | 平成17年9月12日 古河市                        | 古河市                                        |
| 葛飾郡 （西葛飾郡）                           | 中田新田                                      |                                               |                                               | 新郷村 の一部                                 | 明治29年3月29日 猿島郡に編入                  | 昭和30年3月15日 古河市に編入                  | 昭和30年3月15日 古河市に編入                  | 平成17年9月12日 古河市                        | 古河市                                        |
| 葛飾郡 （西葛飾郡）                           | 茶屋新田                                      |                                               |                                               | 新郷村 の一部                                 | 明治29年3月29日 猿島郡に編入                  | 昭和30年3月15日 古河市に編入                  | 昭和30年3月15日 古河市に編入                  | 平成17年9月12日 古河市                        | 古河市                                        |
| 葛飾郡 （西葛飾郡）                           | 坂間村                                        |                                               |                                               | 新郷村 の一部                                 | 明治29年3月29日 猿島郡に編入                  | 昭和30年3月15日 古河市に編入                  | 昭和30年3月15日 古河市に編入                  | 平成17年9月12日 古河市                        | 古河市                                        |
| 葛飾郡 （西葛飾郡）                           | 大山村                                        |                                               |                                               | 新郷村 の一部                                 | 明治29年3月29日 猿島郡に編入                  | 昭和30年3月15日 古河市に編入                  | 昭和30年3月15日 古河市に編入                  | 平成17年9月12日 古河市                        | 古河市                                        |
| 葛飾郡 （西葛飾郡）                           |                                               | 駒羽根村                                      | 駒羽根村                                      | 香取村                                        | 明治29年3月29日 猿島郡に編入                  | 昭和30年3月16日 総和村                        | 昭和43年1月1日 町制                           | 平成17年9月12日 古河市                        | 古河市                                        |
| 葛飾郡 （西葛飾郡）                           | 釈迦村                                        |                                               |                                               | 香取村                                        | 明治29年3月29日 猿島郡に編入                  | 昭和30年3月16日 総和村                        | 昭和43年1月1日 町制                           | 平成17年9月12日 古河市                        | 古河市                                        |
| 葛飾郡 （西葛飾郡）                           | 磯部村                                        |                                               |                                               | 香取村                                        | 明治29年3月29日 猿島郡に編入                  | 昭和30年3月16日 総和村                        | 昭和43年1月1日 町制                           | 平成17年9月12日 古河市                        | 古河市                                        |
| 葛飾郡 （西葛飾郡）                           | 前林村                                        |                                               |                                               | 香取村                                        | 明治29年3月29日 猿島郡に編入                  | 昭和30年3月16日 総和村                        | 昭和43年1月1日 町制                           | 平成17年9月12日 古河市                        | 古河市                                        |
| 葛飾郡 （西葛飾郡）                           | 上砂井村                                      |                                               |                                               | 香取村                                        | 明治29年3月29日 猿島郡に編入                  | 昭和30年3月16日 総和村                        | 昭和43年1月1日 町制                           | 平成17年9月12日 古河市                        | 古河市                                        |
| 葛飾郡 （西葛飾郡）                           | 砂井新田                                      |                                               |                                               | 香取村                                        | 明治29年3月29日 猿島郡に編入                  | 昭和30年3月16日 総和村                        | 昭和43年1月1日 町制                           | 平成17年9月12日 古河市                        | 古河市                                        |
| 葛飾郡 （西葛飾郡）                           | 水海村                                        |                                               |                                               | 香取村                                        | 明治29年3月29日 猿島郡に編入                  | 昭和30年3月16日 総和村                        | 昭和43年1月1日 町制                           | 平成17年9月12日 古河市                        | 古河市                                        |
| 葛飾郡 （西葛飾郡）                           |                                               | 高野村                                        | 高野村                                        | 桜井村                                        | 明治29年3月29日 猿島郡に編入                  | 昭和30年3月16日 総和村                        | 昭和43年1月1日 町制                           | 平成17年9月12日 古河市                        | 古河市                                        |
| 葛飾郡 （西葛飾郡）                           | 久能村                                        |                                               |                                               | 桜井村                                        | 明治29年3月29日 猿島郡に編入                  | 昭和30年3月16日 総和村                        | 昭和43年1月1日 町制                           | 平成17年9月12日 古河市                        | 古河市                                        |
| 葛飾郡 （西葛飾郡）                           | 柳橋村                                        |                                               |                                               | 桜井村                                        | 明治29年3月29日 猿島郡に編入                  | 昭和30年3月16日 総和村                        | 昭和43年1月1日 町制                           | 平成17年9月12日 古河市                        | 古河市                                        |
| 葛飾郡 （西葛飾郡）                           | 葛生村                                        |                                               |                                               | 桜井村                                        | 明治29年3月29日 猿島郡に編入                  | 昭和30年3月16日 総和村                        | 昭和43年1月1日 町制                           | 平成17年9月12日 古河市                        | 古河市                                        |
| 葛飾郡 （西葛飾郡）                           | 下大野村                                      |                                               |                                               | 桜井村                                        | 明治29年3月29日 猿島郡に編入                  | 昭和30年3月16日 総和村                        | 昭和43年1月1日 町制                           | 平成17年9月12日 古河市                        | 古河市                                        |
| 葛飾郡 （西葛飾郡）                           |                                               | 下辺見村                                      | 下辺見村                                      | 勝鹿村                                        | 明治29年3月29日 猿島郡に編入                  | 昭和30年3月16日 総和村                        | 昭和43年1月1日 町制                           | 平成17年9月12日 古河市                        | 古河市                                        |
| 葛飾郡 （西葛飾郡）                           | 上辺見村                                      |                                               |                                               | 勝鹿村                                        | 明治29年3月29日 猿島郡に編入                  | 昭和30年3月16日 総和村                        | 昭和43年1月1日 町制                           | 平成17年9月12日 古河市                        | 古河市                                        |
| 葛飾郡 （西葛飾郡）                           | 東牛谷村                                      |                                               |                                               | 勝鹿村                                        | 明治29年3月29日 猿島郡に編入                  | 昭和30年3月16日 総和村                        | 昭和43年1月1日 町制                           | 平成17年9月12日 古河市                        | 古河市                                        |
| 葛飾郡 （西葛飾郡）                           | 西牛谷村                                      |                                               |                                               | 勝鹿村                                        | 明治29年3月29日 猿島郡に編入                  | 昭和30年3月16日 総和村                        | 昭和43年1月1日 町制                           | 平成17年9月12日 古河市                        | 古河市                                        |
| 葛飾郡 （西葛飾郡）                           | 女沼村                                        |                                               |                                               | 勝鹿村                                        | 明治29年3月29日 猿島郡に編入                  | 昭和30年3月16日 総和村                        | 昭和43年1月1日 町制                           | 平成17年9月12日 古河市                        | 古河市                                        |
| 葛飾郡 （西葛飾郡）                           | 大堤村                                        |                                               |                                               | 勝鹿村                                        | 明治29年3月29日 猿島郡に編入                  | 昭和30年3月16日 総和村                        | 昭和43年1月1日 町制                           | 平成17年9月12日 古河市                        | 古河市                                        |
| 葛飾郡 （西葛飾郡）                           |                                               | 小堤村                                        | 小堤村                                        | 岡郷村                                        | 明治29年3月29日 猿島郡に編入                  | 昭和30年3月16日 総和村                        | 昭和43年1月1日 町制                           | 平成17年9月12日 古河市                        | 古河市                                        |
| 葛飾郡 （西葛飾郡）                           | 上大野村                                      |                                               |                                               | 岡郷村                                        | 明治29年3月29日 猿島郡に編入                  | 昭和30年3月16日 総和村                        | 昭和43年1月1日 町制                           | 平成17年9月12日 古河市                        | 古河市                                        |
| 葛飾郡 （西葛飾郡）                           | 関戸村                                        |                                               |                                               | 岡郷村                                        | 明治29年3月29日 猿島郡に編入                  | 昭和30年3月16日 総和村                        | 昭和43年1月1日 町制                           | 平成17年9月12日 古河市                        | 古河市                                        |
| 葛飾郡 （西葛飾郡）                           | 稲宮村                                        |                                               |                                               | 岡郷村                                        | 明治29年3月29日 猿島郡に編入                  | 昭和30年3月16日 総和村                        | 昭和43年1月1日 町制                           | 平成17年9月12日 古河市                        | 古河市                                        |
| 猿島郡                                        |                                               | 諸川村                                        | 諸川村                                        | 幸島村                                        | 幸島村                                        | 昭和30年2月11日 三和村                        | 昭和44年1月1日 町制                           | 平成17年9月12日 古河市                        | 古河市                                        |
| 猿島郡                                        | 五部村                                        |                                               |                                               | 幸島村                                        | 幸島村                                        | 昭和30年2月11日 三和村                        | 昭和44年1月1日 町制                           | 平成17年9月12日 古河市                        | 古河市                                        |
| 猿島郡                                        | 上和田村                                      |                                               |                                               | 幸島村                                        | 幸島村                                        | 昭和30年2月11日 三和村                        | 昭和44年1月1日 町制                           | 平成17年9月12日 古河市                        | 古河市                                        |
| 猿島郡                                        | 諸川新田                                      |                                               |                                               | 幸島村                                        | 幸島村                                        | 昭和30年2月11日 三和村                        | 昭和44年1月1日 町制                           | 平成17年9月12日 古河市                        | 古河市                                        |
| 猿島郡                                        | 下片田村                                      |                                               |                                               | 幸島村                                        | 幸島村                                        | 昭和30年2月11日 三和村                        | 昭和44年1月1日 町制                           | 平成17年9月12日 古河市                        | 古河市                                        |
| 猿島郡                                        | 大和田村                                      |                                               |                                               | 幸島村                                        | 幸島村                                        | 昭和30年2月11日 三和村                        | 昭和44年1月1日 町制                           | 平成17年9月12日 古河市                        | 古河市                                        |
| 猿島郡                                        | 上片田村                                      |                                               |                                               | 幸島村                                        | 幸島村                                        | 昭和30年2月11日 三和村                        | 昭和44年1月1日 町制                           | 平成17年9月12日 古河市                        | 古河市                                        |
| 猿島郡                                        | 駒込村                                        |                                               |                                               | 幸島村                                        | 幸島村                                        | 昭和30年2月11日 三和村                        | 昭和44年1月1日 町制                           | 平成17年9月12日 古河市                        | 古河市                                        |
| 猿島郡                                        | 新和田村                                      |                                               |                                               | 幸島村                                        | 幸島村                                        | 昭和30年2月11日 三和村                        | 昭和44年1月1日 町制                           | 平成17年9月12日 古河市                        | 古河市                                        |
| 猿島郡                                        | 仁連村                                        |                                               |                                               | 幸島村                                        | 幸島村                                        | 昭和30年2月11日 三和村                        | 昭和44年1月1日 町制                           | 平成17年9月12日 古河市                        | 古河市                                        |
| 猿島郡                                        |                                               | 北山田村                                      | 北山田村                                      | 八俣村                                        | 八俣村                                        | 昭和30年2月11日 三和村                        | 昭和44年1月1日 町制                           | 平成17年9月12日 古河市                        | 古河市                                        |
| 猿島郡                                        | 山田村                                        |                                               |                                               | 八俣村                                        | 八俣村                                        | 昭和30年2月11日 三和村                        | 昭和44年1月1日 町制                           | 平成17年9月12日 古河市                        | 古河市                                        |
| 猿島郡                                        | 東山田村                                      |                                               |                                               | 八俣村                                        | 八俣村                                        | 昭和30年2月11日 三和村                        | 昭和44年1月1日 町制                           | 平成17年9月12日 古河市                        | 古河市                                        |
| 猿島郡                                        | 谷貝村                                        |                                               |                                               | 八俣村                                        | 八俣村                                        | 昭和30年2月11日 三和村                        | 昭和44年1月1日 町制                           | 平成17年9月12日 古河市                        | 古河市                                        |
| 猿島郡                                        | 長左衛門新田の一部                            |                                               |                                               | 八俣村                                        | 八俣村                                        | 昭和30年2月11日 三和村                        | 昭和44年1月1日 町制                           | 平成17年9月12日 古河市                        | 古河市                                        |
| 猿島郡                                        |                                               | 恩名村                                        | 恩名村                                        | 名崎村 の一部                                 | 名崎村の一部                                  | 昭和30年2月11日 三和村                        | 昭和44年1月1日 町制                           | 平成17年9月12日 古河市                        | 古河市                                        |
| 猿島郡                                        | 長左衛門新田の一部                            |                                               |                                               | 名崎村 の一部                                 | 名崎村の一部                                  | 昭和30年2月11日 三和村                        | 昭和44年1月1日 町制                           | 平成17年9月12日 古河市                        | 古河市                                        |
| 猿島郡                                        |                                               | 江口新田                                      | 明治14年 江口村                               | 名崎村 の一部                                 | 名崎村の一部                                  | 昭和30年2月11日 三和村                        | 昭和44年1月1日 町制                           | 平成17年9月12日 古河市                        | 古河市                                        |
| 猿島郡                                        | 尾崎村                                        |                                               |                                               | 名崎村 の一部                                 | 名崎村の一部                                  | 昭和30年2月11日 三和村                        | 昭和44年1月1日 町制                           | 平成17年9月12日 古河市                        | 古河市                                        |
| 猿島郡                                        | 尾崎村新田                                    |                                               |                                               | 名崎村 の一部                                 | 名崎村の一部                                  | 昭和30年2月11日 三和村                        | 昭和44年1月1日 町制                           | 平成17年9月12日 古河市                        | 古河市                                        |
| 猿島郡                                        | 水口村新田                                    |                                               |                                               | 名崎村 の一部                                 | 名崎村の一部                                  | 昭和30年2月11日 三和村                        | 昭和44年1月1日 町制                           | 平成17年9月12日 古河市                        | 古河市                                        |

## 行政
現在は、旧3市町の役所に各課を配置する分庁舎形式である。

### 市長
- 針谷力（3期目）
- 任期：2028年12月15日

#### 歴代市長
旧古河市長
特記なき場合『日本の歴代市長 : 市制施行百年の歩み』などによる。
| 代 | 氏名       | 就任                      | 退任                      | 備考 |
| -- | ---------- | ------------------------- | ------------------------- | ---- |
| 1  | 小池宗次郎 | 1950年（昭和25年）8月1日  | 1959年（昭和34年）4月30日 |      |
| 2  | 飯島雷輔   | 1959年（昭和34年）5月1日  | 1964年（昭和39年）2月21日 |      |
| 3  | 須藤英一郎 | 1964年（昭和39年）4月12日 | 1967年（昭和42年）4月30日 |      |
| 4  | 平野二郎   | 1967年（昭和42年）5月28日 | 1979年（昭和54年）5月27日 |      |
| 5  | 逆井督     | 1979年（昭和54年）5月28日 | 1983年（昭和58年）5月27日 |      |
| 6  | 小倉利三郎 | 1983年（昭和58年）5月28日 | 1991年（平成3年）5月27日  |      |
| 7  | 針谷善吉   | 1991年（平成3年）5月28日  | 1995年（平成7年）1月29日  |      |
| 8  | 小倉利三郎 | 1995年（平成7年）3月19日  | 1999年（平成11年）3月18日 |      |
| 9  | 小久保忠男 | 1999年（平成11年）4月25日 | 2005年（平成17年）9月11日 |      |

古河市長
| 代     | 氏名       | 就任年月日     | 退任年月日     | 備考                       |
| ------ | ---------- | -------------- | -------------- | -------------------------- |
|        | 舘野喜重郎 | 2005年9月12日  | 2005年10月16日 | 市長職務執行者・旧三和町長 |
| 初-2代 | 白戸仲久   | 2005年10月16日 | 2012年11月19日 | リコール運動により辞職     |
|        | 陸川克己   | 2012年11月20日 | 2012年12月16日 | 職務代理者・副市長         |
| 3代    | 菅谷憲一郎 | 2012年12月16日 | 2016年12月15日 | 元総和町長                 |
| 4代    | 針谷力     | 2016年12月16日 | 現職           |                            |

### 市役所各庁舎（本庁舎を除く）
- 古河庁舎（旧古河市役所）
 長谷町38番18号
- 三和庁舎（旧三和町役場）
 仁連2065番地

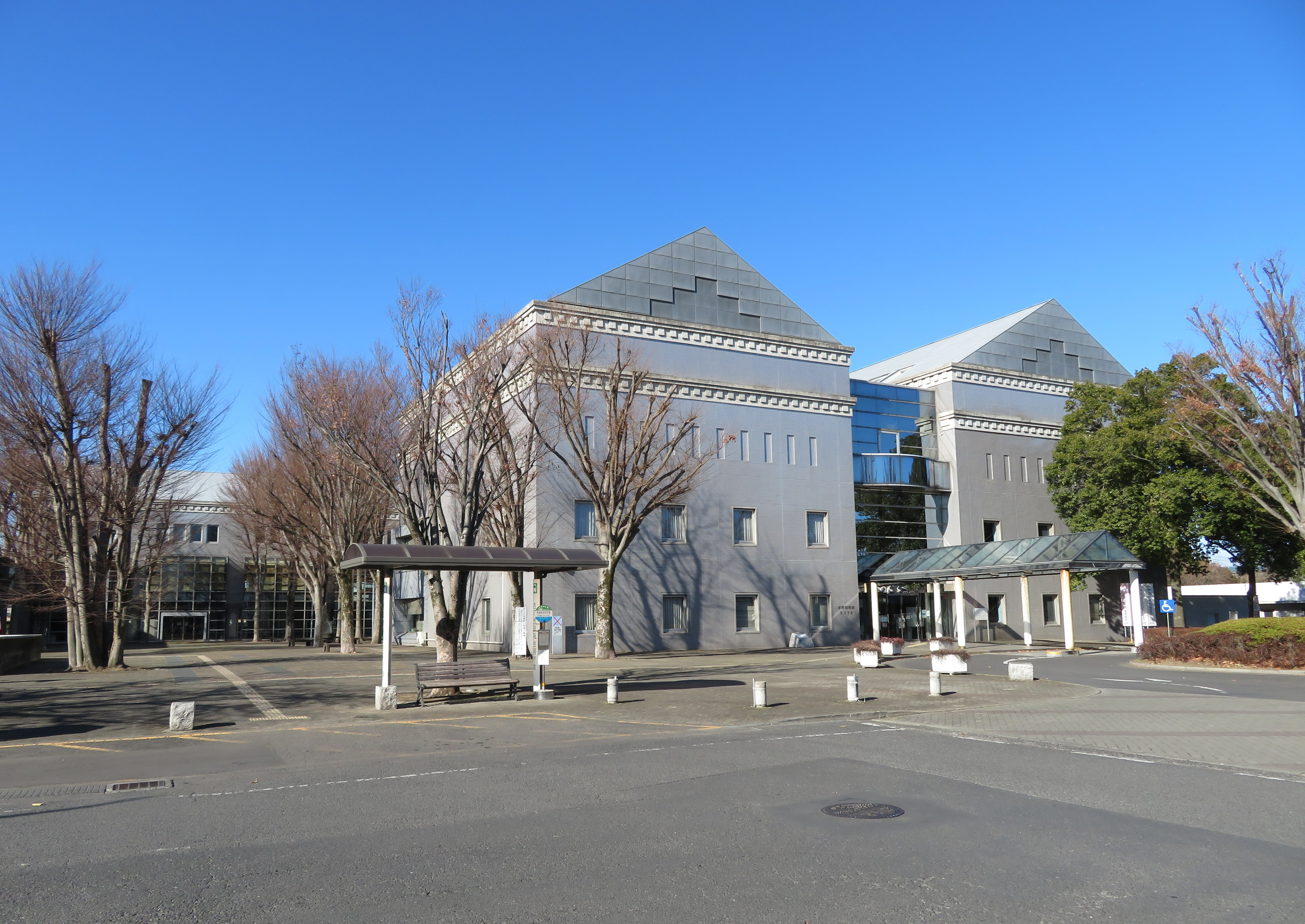
古河庁舎（旧古河市役所）
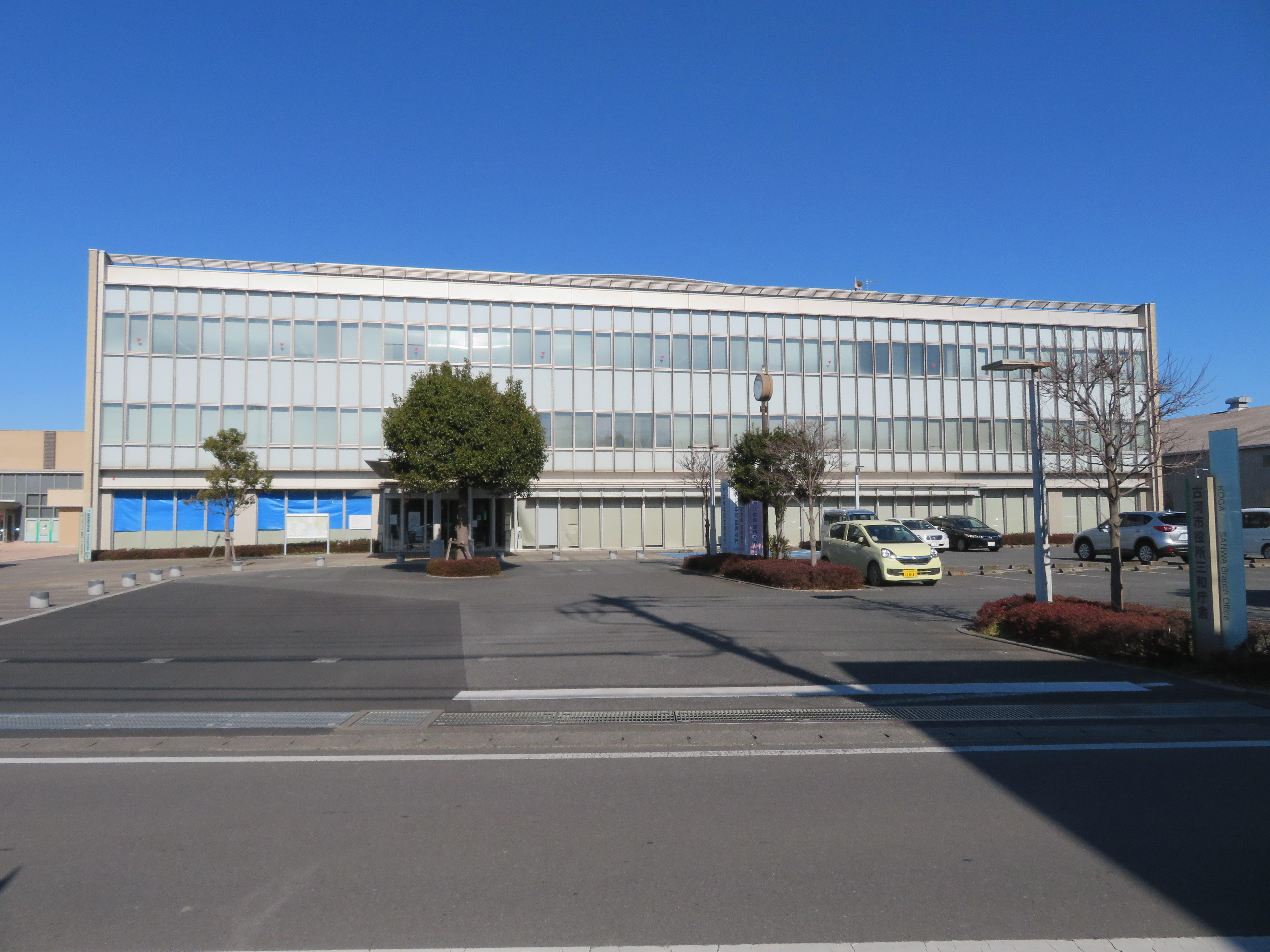
三和庁舎（旧三和町役場）

### 国の出先機関
司法（裁判所）
古河簡易裁判所
法務省
古河区検察庁　
財務省
古河税務署　
厚生労働省
ハローワーク古河　
古河労働基準監督署　
国土交通省
利根川上流河川事務所古河出張所　
防衛省
陸上自衛隊古河駐屯地　

### 県の出先機関
- 古河保健所

### 警察
市内全域を古河警察署が管轄。なお、三和地区は合併以前は境警察署の管轄であった。合併の結果、市の西に寄ってしまった警察署を東へと移転・改築する計画がある。
- 古河警察署 - 旭町一丁目1番23号
  - 中田駐在所 - 中田1325番地16
  - 駒羽根地区交番 - 駒羽根1391番地3
  - 鴻巣交番 - 鴻巣1154番地3
  - 上辺見駐在所 - 上辺見1210番地1 →廃止
  - 三和地区交番 - 仁連1932番地6
  - 古河駅前交番 - 本町一丁目1番15号
  - 下山交番 - 東三丁目1番19号
  - 小堤駐在所 - 小堤1410番地3

### 消防
一部事務組合である、茨城西南地方広域市町村圏事務組合下にある茨城西南広域消防本部および消防団がある。

古河市内の施設: 
- 古河消防署　中田1683番地9（消防本部併設）
  - 住吉分署　古河797番地1
  - 駅西出張所　本町1丁目10番16号
  - 三和分署　仁連2070番地
- 総和消防署　下大野752番地2
  - 上大野出張所　上大野1933番地3

消防団は、合併当初は各地区ごとに、古河市古河消防団・古河市総和消防団・古河市三和消防団で構成されていたが、現在は古河市消防団として統合。1〜27分団で編成されている。

## 議会

### 市議会
- 定数：24人
- 任期：2023年5月1日 - 2027年4月30日
- 会派:政友会(8)・古河市公明党(4)・市民ベースの会(5)・真政会(4)・無所属(2)

### 衆議院
- 選挙区：茨城7区（古河市、結城市、下妻市、常総市、坂東市、結城郡、猿島郡）
- 投票日：2024年10月27日
- 当日有権者数：322,657人
- 投票率：52.52％

| 当落 | 候補者名 | 年齢 | 所属党派   | 新旧別 | 得票数   | 重複 |
| ---- | -------- | ---- | ---------- | ------ | -------- | ---- |
| 当   | 中村勇太 | 38   | 無所属     | 新     | 87,187票 |      |
| 比当 | 永岡桂子 | 70   | 自由民主党 | 前     | 77,224票 | ○    |

## 姉妹都市・交流都市
国内の姉妹都市
- 栃木県さくら市（旧塩谷郡喜連川町） - 1985年、古河公方足利家の後身・喜連川家の縁から旧古河市が提携。
- 山形県最上郡真室川町 - 1988年、真室川の鮭延秀綱の墓所が大堤・鮭延寺にある縁から旧総和町が提携。
- 福井県大野市 - 1989年、越前大野藩主が古河藩主・土井家出身だった縁から、旧古河市が提携。

海外の国際交流都市
- 三河市（さんほうし、中華人民共和国河北省）

## 教育
この地域は、北関東三県・埼玉県・千葉県が互いに近いため、各県が相互協定を結び、高等学校において一定の他県学生を受け入れていた。そのため、栃木・埼玉に通学する高校生も多い。国勢調査によれば、15歳以上の通学者のうち県内他市町村へは738人。対する栃木への通学者は625人、埼玉へは1319人が向かう。
市内の教育機関は以下の通りである。

### 中等教育学校
- 茨城県立古河中等教育学校（2012年7月1日開校、2013年4月生徒募集開始）

### 高等学校
- 茨城県立古河第一高等学校（定時制併設）
- 茨城県立古河第二高等学校
- 茨城県立古河第三高等学校

- 茨城県立総和工業高等学校
- 茨城県立三和高等学校
- 晃陽学園高等学校（通信制）

### 中学校
- 古河市立古河第一中学校
- 古河市立古河第二中学校
- 古河市立古河第三中学校

- 古河市立総和中学校
- 古河市立総和北中学校
- 古河市立総和南中学校

- 古河市立三和中学校
- 古河市立三和北中学校
- 古河市立三和東中学校

### 小学校
- 古河市立古河第一小学校
- 古河市立古河第二小学校
- 古河市立古河第三小学校
- 古河市立古河第四小学校
- 古河市立古河第五小学校
- 古河市立古河第六小学校
- 古河市立古河第七小学校
- 古河市立釈迦小学校

- 古河市立下大野小学校
- 古河市立上辺見小学校
- 古河市立小堤小学校
- 古河市立上大野小学校
- 古河市立駒羽根小学校
- 古河市立西牛谷小学校
- 古河市立水海小学校
- 古河市立下辺見小学校

- 古河市立中央小学校
- 古河市立諸川小学校
- 古河市立駒込小学校
- 古河市立大和田小学校
- 古河市立八俣小学校
- 古河市立名崎小学校
- 古河市立仁連小学校

保育園、幼稚園に関しては 令和4年度古河市保育所(園)・幼稚園等ガイドブック を参照。

## 医療
主な医療機関：
- 古河赤十字病院（下山町）
- 友愛記念病院（東牛谷）
- 古河総合病院（鴻巣）
- 茨城西南医療センター病院（隣接の境町）

大病院では自治医科大学附属病院（栃木県）も比較的近い。

他の市内病院・診療所については 古河保健所のページ を参照のこと。
国内でもとりわけ医師不足が深刻となっている。県内、中でも医療事情が悪化している県西地域の事情にたがわず、古河市の医療事情も厳しい。10万人当たりの医師は141.4人で、全国46位の県内平均を大きく下回っている。

## 産業
国勢調査での古河市および全国の産業部門別割合は以下の通り（カッコ内は全国の値）。※平成17年度調査
- 第1次産業: 4.91% (4.8%)
- 第2次産業: 39.13% (26.1%)
- 第3次産業: 55.48% (67.2%)

以上の通り、全国に比べて第2次産業の割合が高い。これは、以下で述べるように戦前からの製糸業の勃興と戦後の工業団地の造成により、工業都市として発展した経緯が影響している。

### 工業

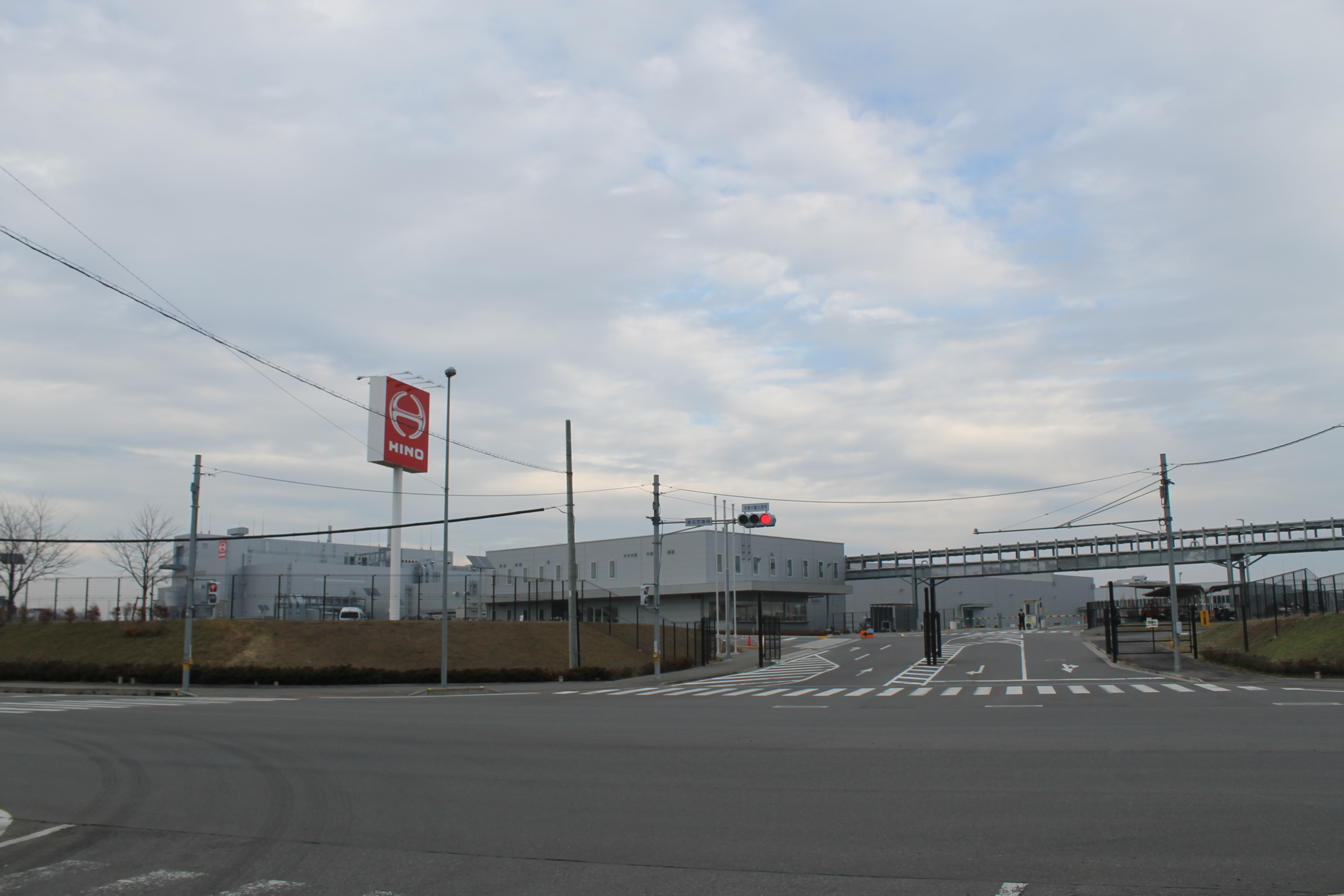
日野自動車　古河工場（2018年12月撮影）

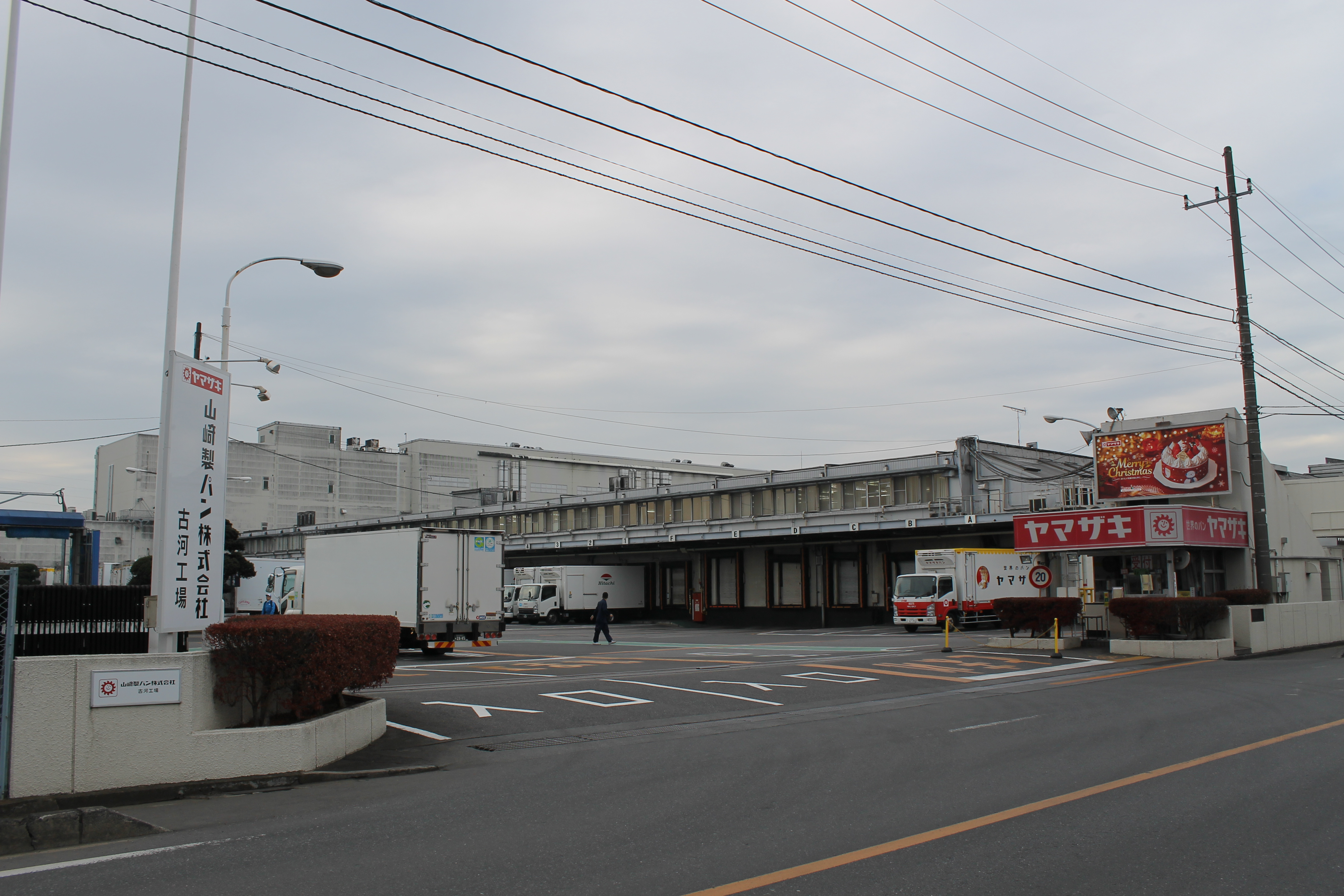
山崎製パン　古河工場（2018年12月撮影）

かつて明治期から昭和中期までは製糸業が発展し当市の産業の軸となっていた。しかしその全てが廃業し、近年は丘里工業団地・北利根工業団地・配電盤茨城団地（下大野）・名崎工業団地等にある誘致企業や、坂間企業団地・工業団地外にある古くからの地域企業により、幅広い業種で活発な生産活動が行われている。年間製造品出荷額は2010年くらいまでは約4千-5千億円前後であったが、日野自動車進出後に急増、2017年以降は1兆円を超えた。2020年の事業所数は349で県内首位、雇用者はひたちなか市、日立市に次いで18000人弱の3位である 。
特徴的なのは、食品製造業、殊に製菓業が多い点。トモヱ乳業・山崎製パンの工場があるほか、ジャパンフリトレー（本社も併設）・ヤマザキビスケット・ギンビスの製菓業3社の唯一の工場を有している。またセキスイ系とその派生企業も多く立地。積水化成品工業の大規模な工場ほか、積水ハウスの拠点工場である関東工場がある。

### 農業
市の土地利用の5割弱を農地が占めるなど 、市域中部・東部（旧総和町、旧三和町）を中心として典型的な近郊農業が発達している。

農業産出額は114億6千万円（令和4年・推定）、農業経営体数は1,355（2020年農業センサス）。産出額の内訳は、野菜85億8千万円、畜産10億4千万円、米が13億8千万円などで、野菜が多い。
市の名産品として、にんじん（彩誉）、かぼちゃ、ニガウリ、サニーレタス、はくさい、バラ、ほおずきが挙げられているが、ここでも野菜が多い。また台地（猿島台地）上ではさしま茶が生産されている。

なお平成18年の農業出荷額は147億2千万円。一方、農業離れも深刻で、耕作放棄地は500haを超えるなど、問題となっている。
茨城県の銘柄豚・ローズポークの生産農家がある。

### 商業
広範囲を商圏に収める大規模小売店舗の出店が少なく、卸売に不可欠な情報集積という面では、全般に低落傾向にある 。
東京の通勤・生活圏であることから東京方面への買い物客の流出が激しいほか、周辺都市に続々建設されている大型ショッピングモールへ客足が流れるなど、商業施設が消費者の行動範囲が広いこともあり、中規模ショッピングセンターが所在する程度である。
衣類等も扱う総合スーパーでは、現在イオン古河店（旧店名古河サティ）、ベイシア古河総和店が所在する。過去にはイトーヨーカドー古河店があったものの2019年2月17日に閉店となり、跡地はショッピングセンターあかやまJOYとして、テナント型店舗となって別企業により運営している。
大型ロードサイド店舗は国道等に集中し、先のイオン古河店、ベイシア古河総和店は国道4号線沿線、国道125号線沿いには総和地区にヤマダデンキ、ケーズデンキといった家電量販店が所在し、総和地区のジョイフル本田、三和地区のビバホームといったホームセンターも国道125号線沿いにある（ビバホームは古河地区の国道4号線（国道125号線重複区間）沿いにも所在）。ほか、多くのスーパーを始めとする小売業、飲食業、サービス業も、新4号国道、国道4号線、国道125号線、国道354号線や主要県道、十間通りや公方通り、思案橋通り、平和通りなどの市内主要道路に沿って展開されている。自動車でのアクセスが悪い地域においては、もともと市街化調整区域や市街化区域であっても商業地域等に指定されていないことから、商業施設の集積は古河駅前を除き進んでいない。

### 金融機関
メガバンクは、古河市内に実店舗はなくなった。みずほ銀行の古河支店が駅前に存在したが、現在は大宮支店内に移転となった。 。
メガバンクの最寄り店舗は、みずほ銀行が埼玉県久喜市（久喜支店）、三井住友銀行が栃木県小山市（小山支店）、三菱UFJ銀行が埼玉県蓮田市（蓮田支店）、りそな銀行（埼玉りそな銀行）は埼玉県久喜市栗橋（栗橋支店）となる。
また、古河市内の銀行は、常陽銀行・筑波銀行・東日本銀行がある。他県を基盤とする銀行は足利銀行の支店と栃木銀行の支店が所在し、栃木県との取引機会が多いことがわかる。
駅前に結城信用金庫　古河支店がある。

## 主な企業
丘里工業団地
- 栗本鐵工所
- ギンビス
- 東セロ（古河工場）
- 山崎製パン
- ヤマザキビスケット
- 京三電機（古河工場）
- 富田製作所

北利根工業団地
- ジャパンフリトレー
- 積水ハウス
- 東セロ（茨城工場）
- 日本バイリーン
- センコー

名崎工業団地
- 日野自動車（古河工場）
  - ホンダロジコム（関連企業）
  - 岡本物流（関連企業）

仁連工業団地
- 千代田運輸　チヨダロジスティクスセンター古河

坂間企業団地とその周辺地区
- 三桜工業
- 日本卓球（古河工場）
- 日本注射針工業

配電盤茨城団地とその周辺地区（下大野）
- 荏原電機工業
- 宇賀神電機
- イノベックス

工業団地外の企業。【】内は立地場所
- 積水化成品工業【下辺見】
- トモヱ乳業【下辺見】
- HARIO（古河工場）【諸川】
- ばんどう太郎【高野】
- 丘里【関戸】
- 老舗企業：
  - 株式会社大橋醤油店 - 1845年創業【諸川】
  - 青木酒造 - 1831年創業【本町（八幡町）】

2022年度操業開始予定企業（仁連工業団地）
- 日本運搬社
- ストレッチ
- シーエスジャパン
- 大橋地所
- 青伸産業運輸

市内に本社を置く企業
- トモヱ乳業
- 京三電機
- ばんどう太郎
- ジャパンフリトレー
- 丘里

## 交通
南北の交通が重視されている。三杉町交差点の国道125号、大堤交差点の国道354号は頻繁に渋滞を起こす。

### 鉄道

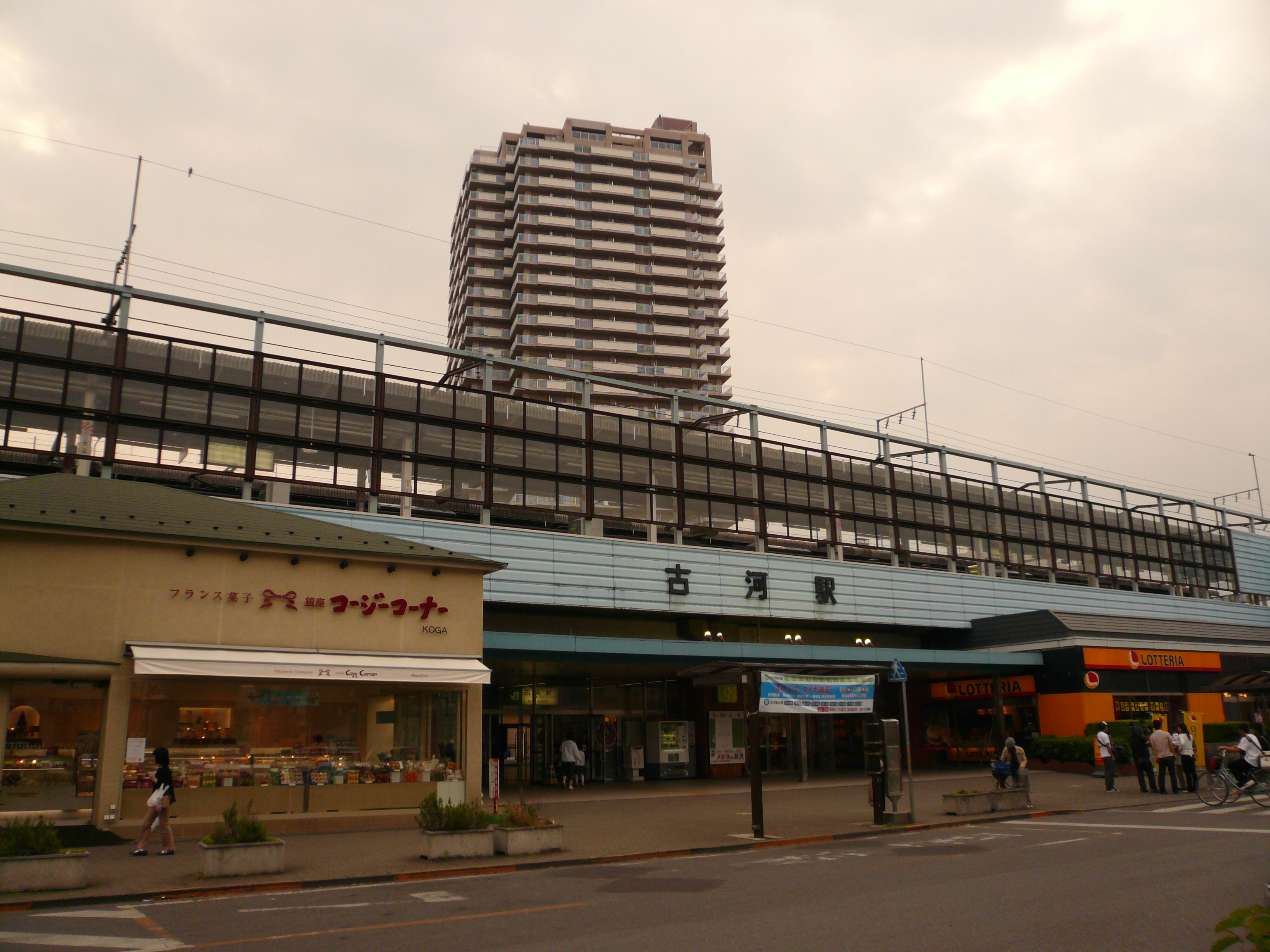
古河駅（東口）

市内に駅はJR宇都宮線の古河駅のみで、駅が1つしかない自治体としては平塚市、藤枝市に次いで3番目に人口が多い。
東日本旅客鉄道（JR東日本）
宇都宮線（東北本線）・上野東京ライン・湘南新宿ライン
- - 古河駅 -

- 東京方面の隣駅である栗橋駅までは7.5kmほどある。そのため、古河市南部に南古河駅（仮称）を建設しようとする構想が存在する[48]。
- この他、東北新幹線が市内を通過するが駅はない。
- 東武日光線の新古河駅は、渡良瀬川対岸の埼玉県加須市に位置する。

### 路線バス

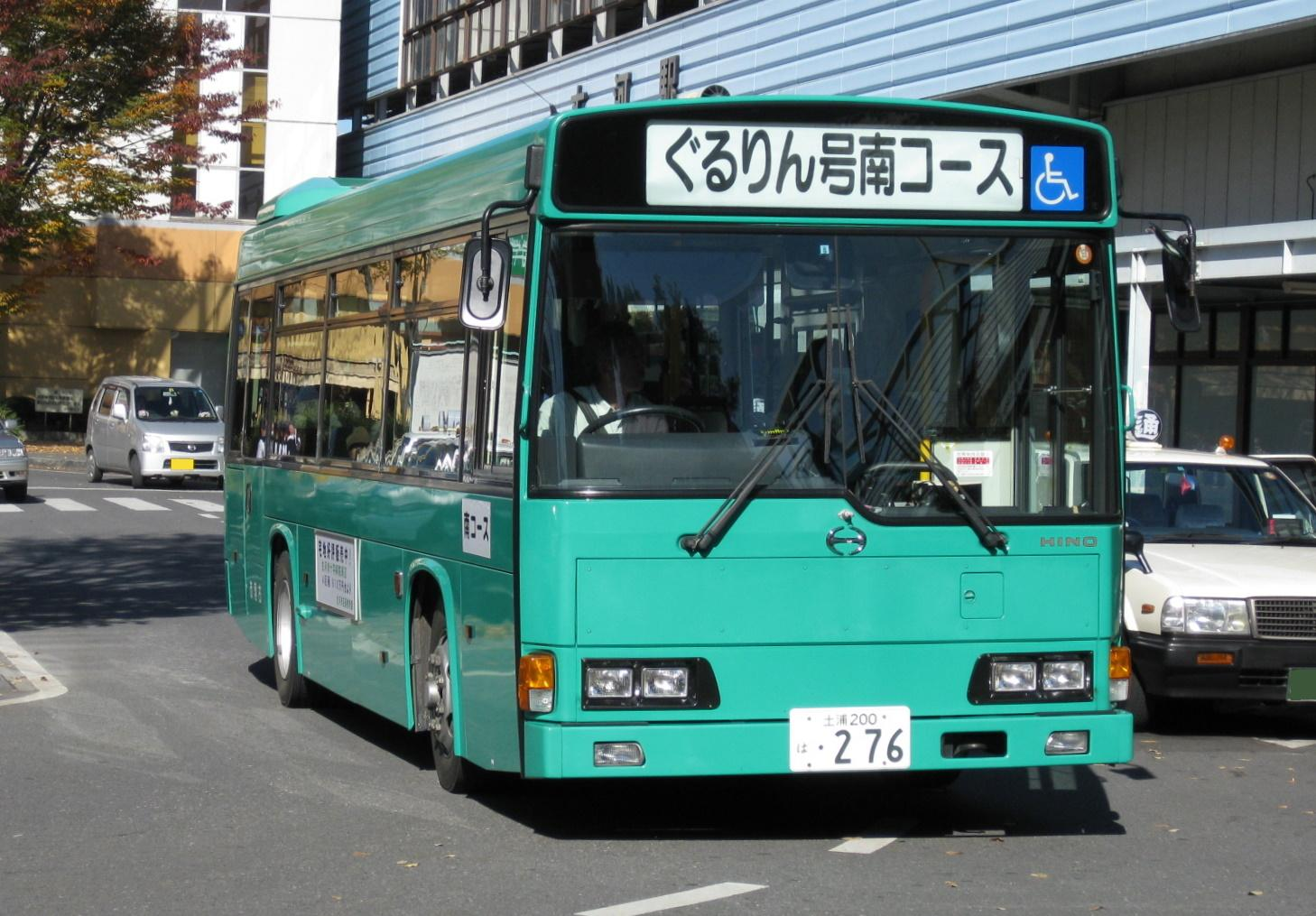
コミュニティバスのぐるりん号。
（古河駅西口 2010年11月19日）

いくつか存在するが、便数が少ないものも多い。茨城県内では八千代町、境町への路線が伸びているほか、結城市南部へも1日数本運行しているが、それらの路線から県内の他の市町村への乗り継ぎは非常に困難である。
JRバスと茨城急行バス両社に「上辺見」と「上辺見東（JRバスは上辺見東町）」の停留所が存在するが位置が全く異なる。
- 朝日自動車
国道354号沿いに運行されている
  - 古河駅西口 - 大堤 - 釈迦 - 高野 - 境町（河岸の駅さかい）- 松岡町 - 境車庫 [49]
- 茨城急行自動車
国道125号や十間通りを経由している
  - 古河駅東口 - 三杉町 - 小堤 - 諸川 - 八千代町役場
  - 古河駅東口 - 三杉町 - 小堤 - 諸川 - 北茂呂車庫（結城市）

1日数本の運行。火曜・金曜・土曜日のみ、途中の「七五三場」バス停で結城駅方面のバスに乗り換え可能。
  - 古河駅東口 - 三杉町 - 小堤 - 諸川 - 古河市三和庁舎
  - 古河駅東口 - 上辺見（十間通り） - 丘里工業団地 - 小堤 - 諸川 - 八千代町役場（土日祝日のみ運行）
  - 古河駅東口 - 上辺見（十間通り） - 丘里工業団地 - 小堤 - 諸川 - 北茂呂車庫
  - 古河駅東口 - 上辺見（十間通り） - 丘里工業団地 - 小堤 - 諸川 - 古河市三和庁舎
  - 古河駅東口 - 古河第一高校 - 旭町中央 - 旭町 - 友愛記念病院 [50]
- ジェイアールバス関東 東古河線
茨城県道56号と250号を経由している
  - 31:古河駅東口 → 上辺見（茨城県道250号古河総和線） → 女沼 → 駒羽根 → 総和郵便局 → 総和中央病院 → 北利根工業団地 → 駒羽根 → 上辺見（茨城県道250号古河総和線）  → 古河駅東口
  - 35:古河駅東口 → 上辺見（茨城県道250号古河総和線）  → 古河日赤 → 女沼 → 古河市役所 → 総和郵便局 → 総和中央病院 → 北利根工業団地 → 古河市役所 → 古河日赤 → 上辺見（茨城県道250号古河総和線） → 古河駅東口（月曜〜金曜日の8時〜14時台のみ運行）
  - 51:古河駅東口 - 上辺見（茨城県道250号古河総和線）  - 女沼 - ネーブルパーク - 総和中央病院 - 久能 - 北山田 - 大綱 [51]

コミュニティバス
- ぐるりん号
  - 1998年に運賃無料で運行開始。当初は茨城急行バスに運行委託
  - 2012年4月1日から有料化された。
  - 2016年12月1日より「通勤通学ルート、市役所本庁・病院ルート」増設。JRバス関東に運行委託した[52]。
  - 2023年4月1日より「西ルート」は茨城急行バスからJRバス関東に委託先が変更された。
  - バスロケーションシステムにてバスの現在位置情報を提供している。

### 道路
南北に、物流の大幹線である国道4号と新4号国道が走る。中間域においては、中央運動公園通りが国道125号から丘里工業団地を経由し、とね南通りを経て国道354号を結んでいる。
一方、東西は国道125号が北を走り下妻方面へ、十間通りが古河駅から丘里工業団地を横断し新4号国道と交差して三和地区交番南側交差点まで（名崎工業団地まで延伸予定あり）、そして国道354号と県道56号が南部を経由し県南までを結ぶ。
高速道路
- 当市内に高速道路は走っていない。2021年現在、市役所への最寄りICは隣接する猿島郡境町にある首都圏中央連絡自動車道境古河ICだが、東京方面へは東北自動車道久喜IC、仙台方面へは同道佐野藤岡ICを使われることも多いようである。ちなみに、東北自動車道の本線上に設置されている館林IC（上下線）、羽生IC（下り線）の各出口の案内標識には『古河』と表記されているが、市役所のホームページでは「久喜インターチェンジから約18km」と案内している[53]。

一般国道
- 国道4号（古河バイパス）
  - 利根川橋
- 新4号国道（古河小山バイパス、春日部古河バイパス）
  - 新利根川橋
- 国道125号
- 国道354号
  - 三国橋
  - 新三国橋
  - また、国道354号の橋に、静御前が源義経を弔いに平泉に行くか否かを思案したと伝えられる思案橋がある。向堀川をまたぐこの橋は現在はコンクリート橋[54]。橋と付近のバス停にその名をとどめる。

主要地方道
- 茨城県道9号佐野古河線
- 茨城県道17号結城野田線
- 茨城県道23号筑西三和線
- 茨城県道56号つくば古河線

一般県道
- 茨城県道124号新宿新田総和線
- 茨城県道125号中里坂東線
- 茨城県道126号尾崎境線
- 茨城県道190号境間々田線
- 茨城県道228号原中田線
- 茨城県道250号古河総和線
- 茨城県道261号野木古河線
- 茨城県道294号東野田古河線
- 茨城県道312号古河停車場線

自転車道
- 茨城県道503号古河坂東自転車道線

## 文化・観光

### 史跡
古河城址
曲亭馬琴（滝沢馬琴）作の読本南総里見八犬伝の芳流閣の元とも言われる。
大半は川に水没。城門（古河市の文化財）、古河城文庫蔵、乾蔵（共に国の登録有形文化財）が移築現存している。
古河公方館跡（茨城県指定史跡）
古河総合公園内。御所沼などが復元されている。足利義氏の墓所があるが、何者かに破壊される事件があった 。

### 神社・寺
雀神社
旧古河町の総鎮守である。
頼政神社
祭神は源頼政。もとは古河城南端の頼政曲輪にあったが、渡良瀬川改修工事の際に城北西端の土塁上に移転。
長谷観音
古河公方・足利成氏が古河城の鬼門除けとして勧請。日本三大長谷観音を称する。
正定寺
江戸幕府の大老を務めた古河藩主・土井利勝の開基。土井家代々の菩提寺である。
土井家は古河から鳥羽、唐津への転封を経たのち、再び古河に戻り、近世大名として最も長い期間、古河を国元とした。なお、古河市下大野にある同名の正定寺も土井家に保護されていた。
鮭延寺
最上義光を支えた有力武将鮭延秀綱のために建立された寺。この歴史的な縁により古河市（旧総和町）と真室川町が姉妹都市となった。熊沢蕃山の墓もある。

### 文化施設
【】内は立地場所
- 古河歴史博物館: 国宝となっている渡辺崋山筆の肖像で知られる鷹見泉石の関係資料や古河城模型などを展示する【中央町】
  - 鷹見泉石記念館: 鷹見泉石旧邸

- 古河文学館【中央町】
  - 永井路子旧宅: 古河文学館の別館【中央町】

- 篆刻美術館: 日本で唯一の篆刻（てんこく）の美術館である【中央町】

- 古河街角美術館【中央町】

- 燦SUN館: 三和図書館と三和資料館の複合施設として、平成12年（2000年）に開館。資料館は、近世以降を主としたおよそ5万点の史資料を収蔵し、地域資料の収集・整理・保存、調査・研究、展示、教育普及を行っている[55]。【仁連】

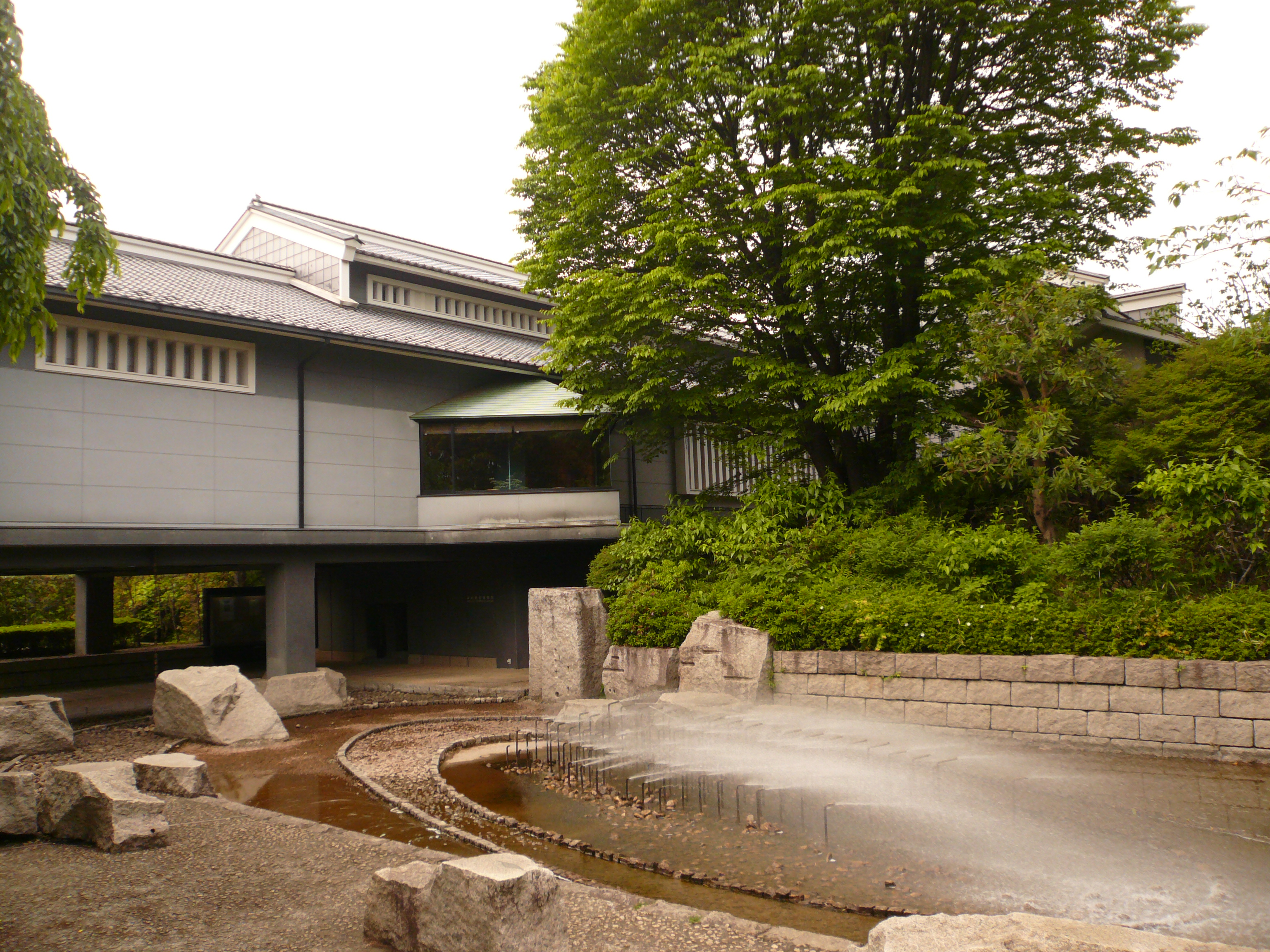
古河歴史博物館
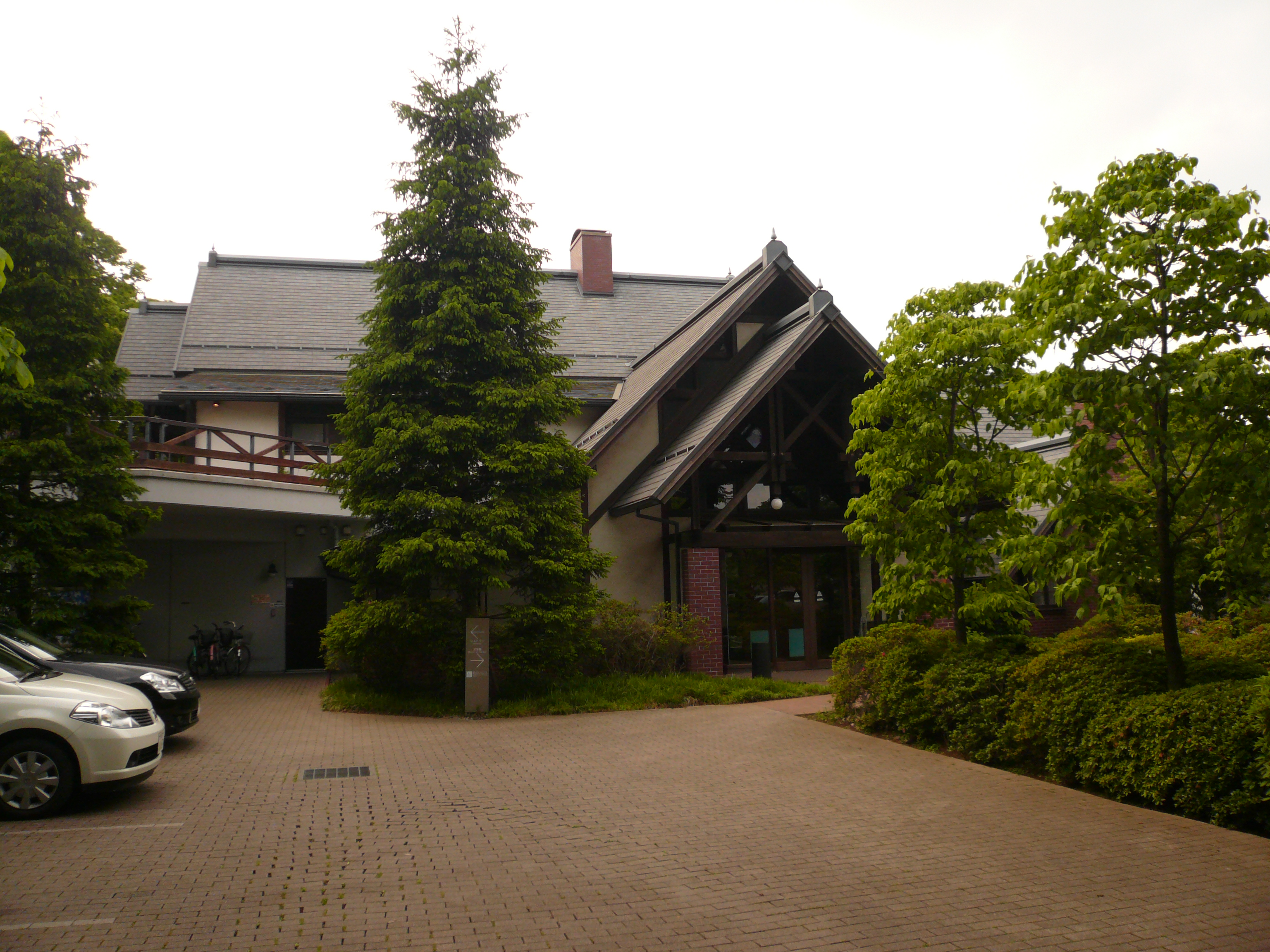
古河文学館
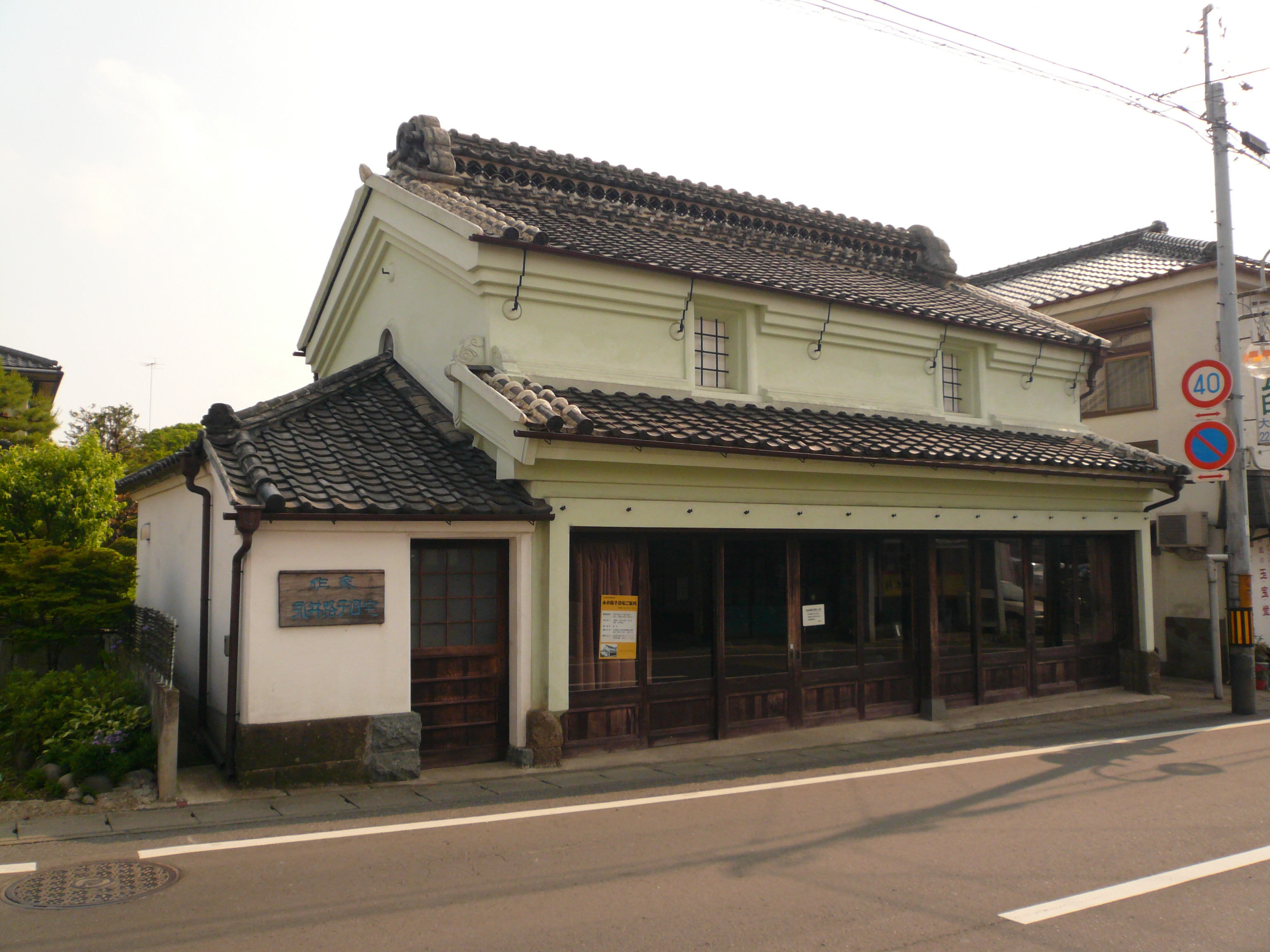
永井路子旧宅
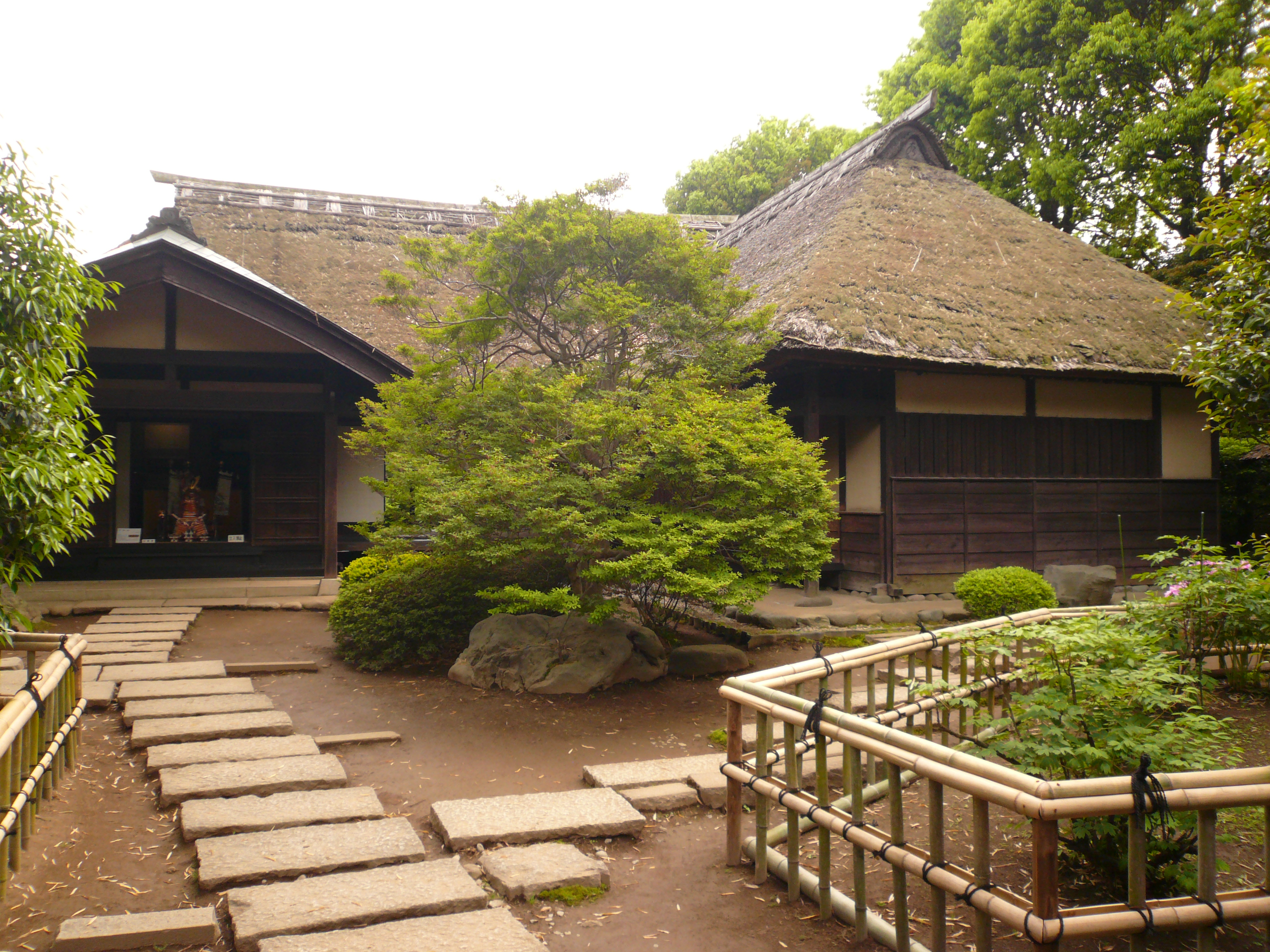
鷹見泉石記念館
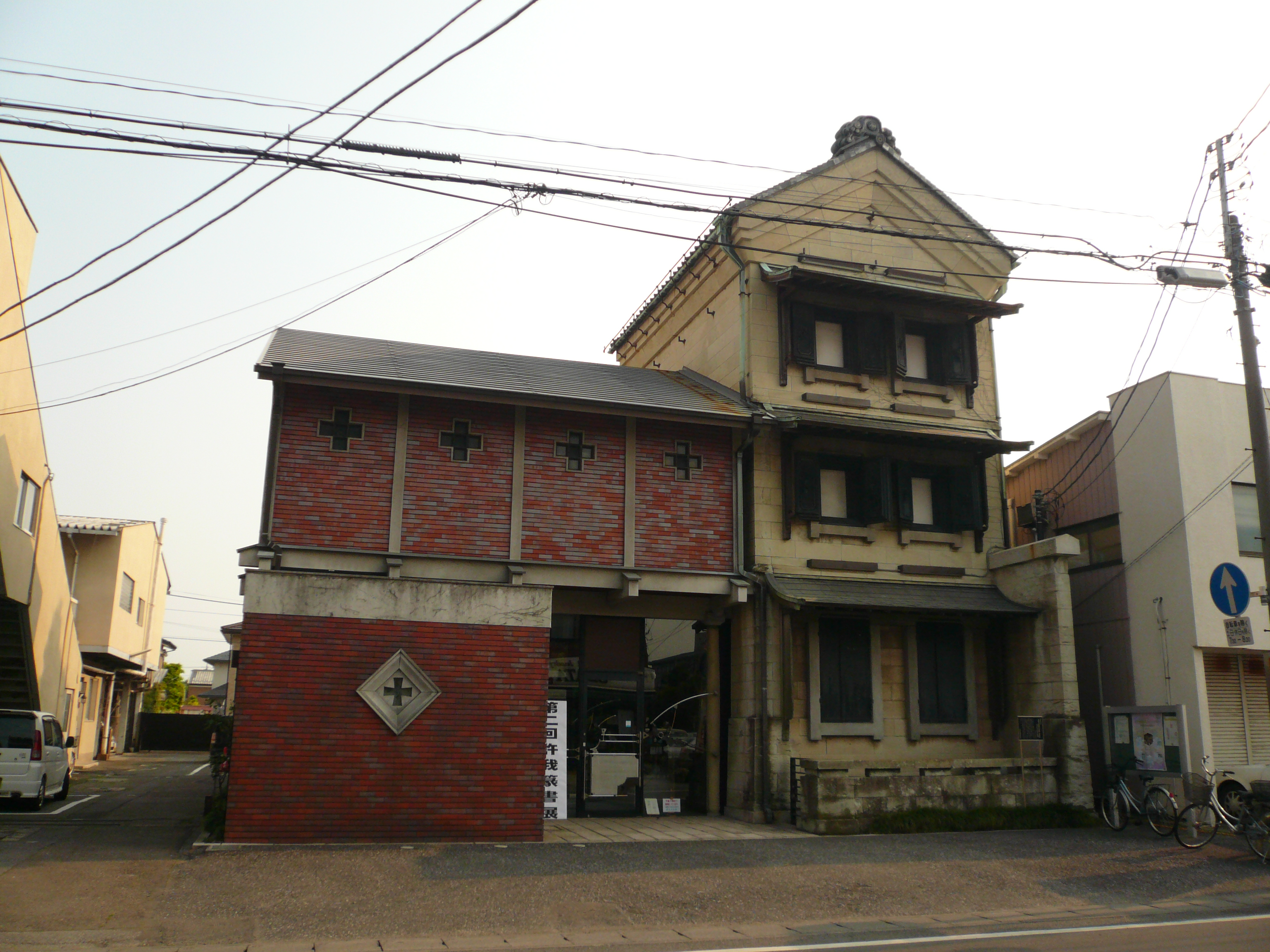
篆刻美術館
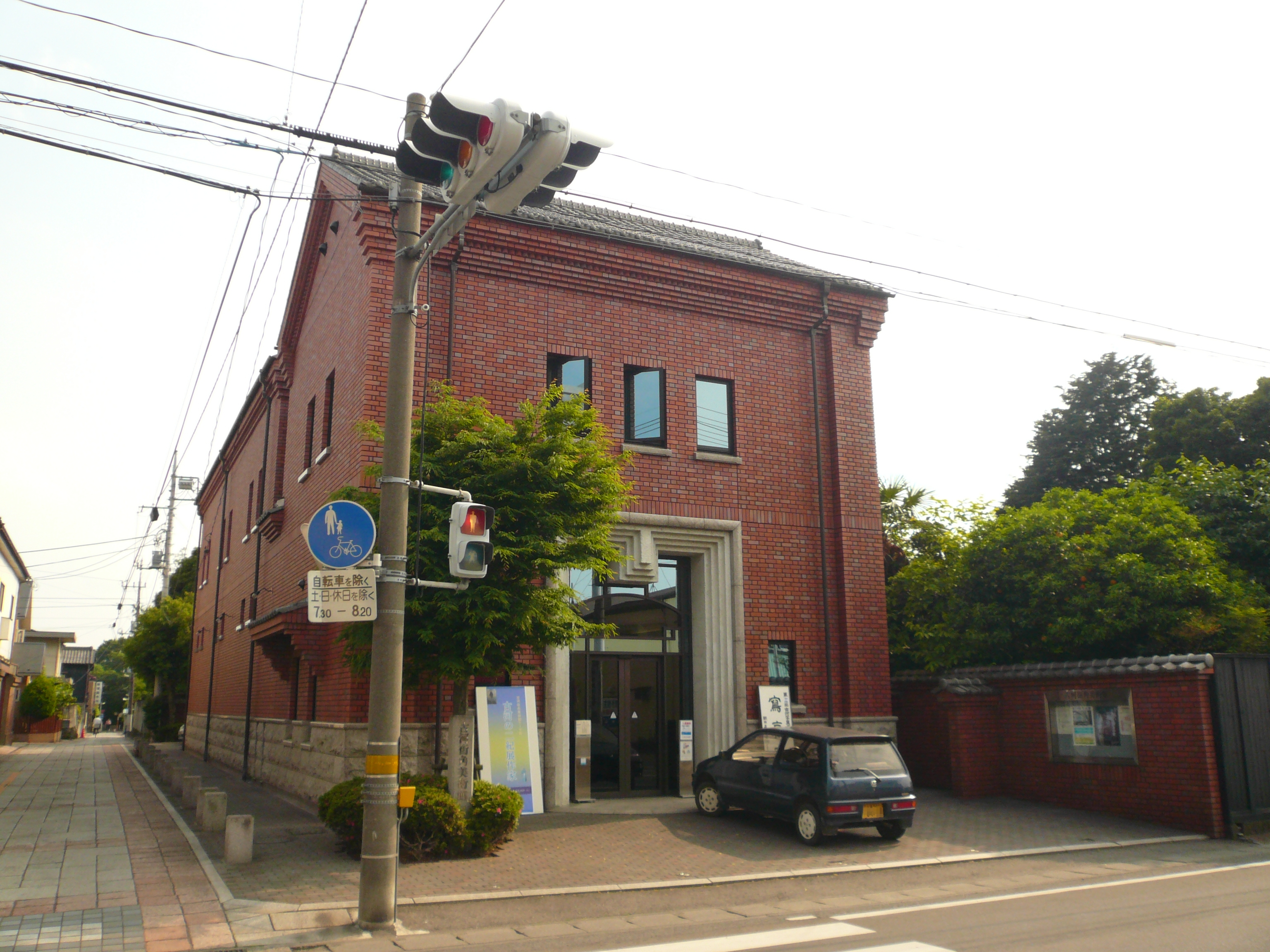
古河街角美術館
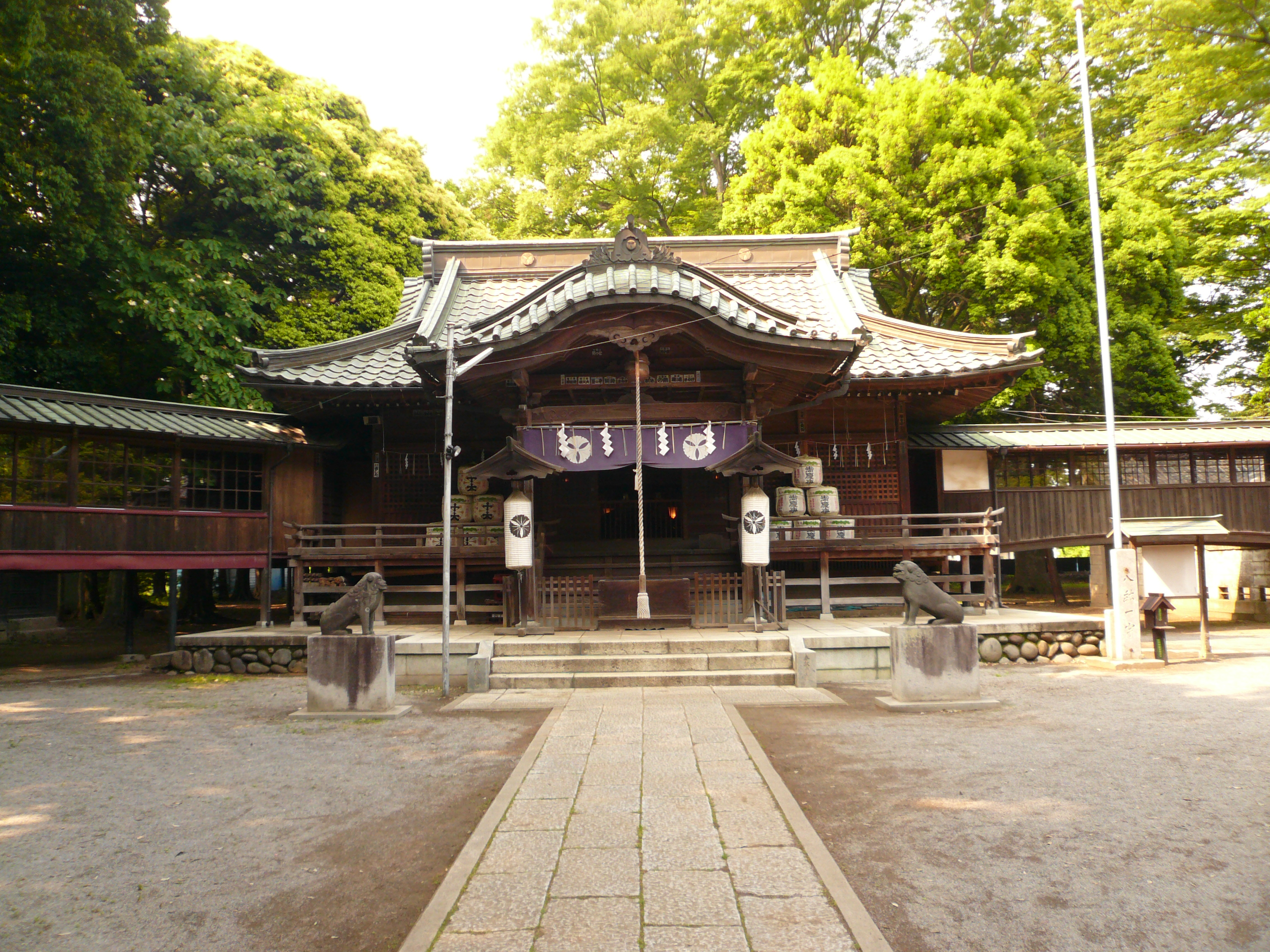
雀神社
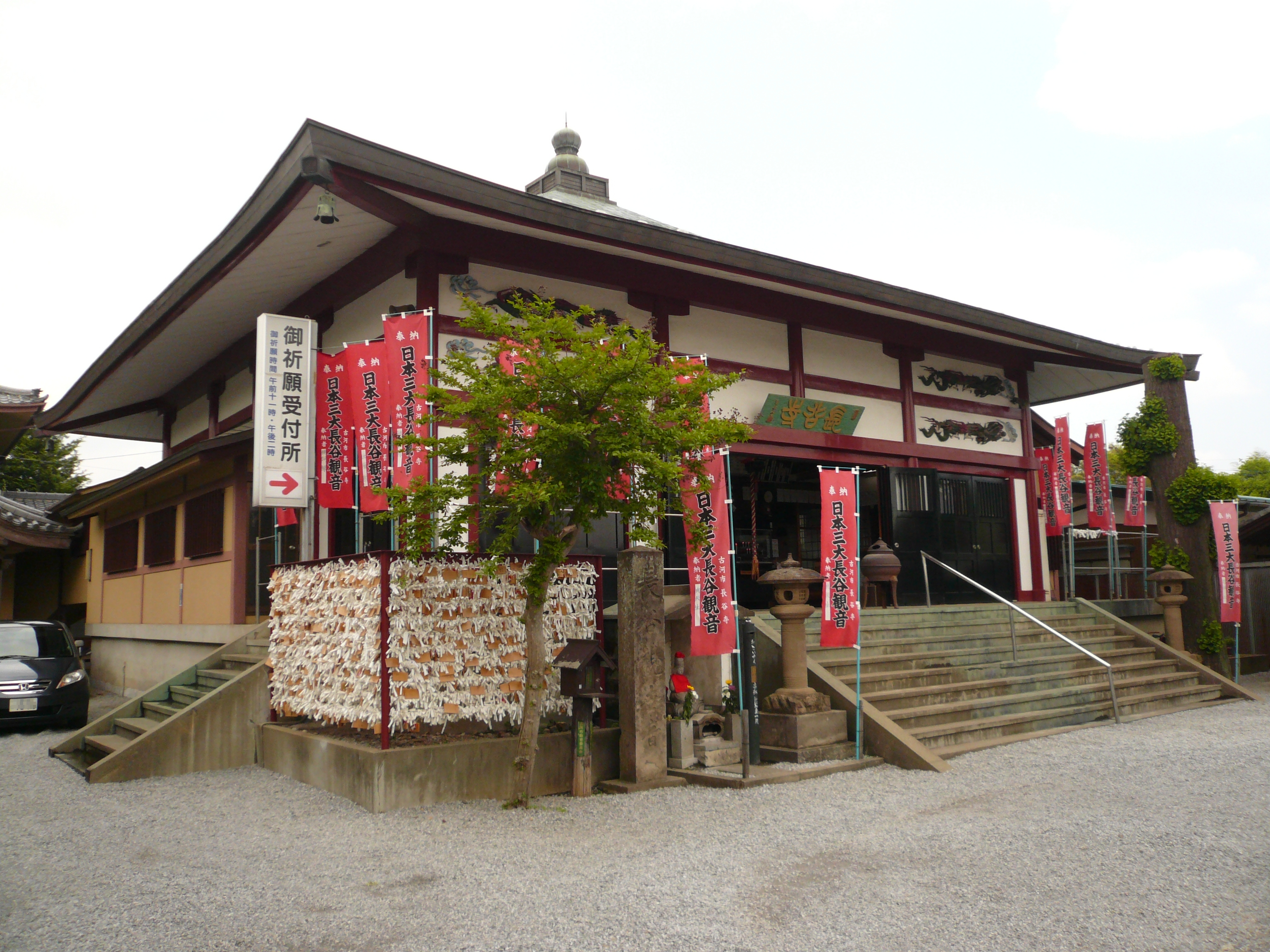
長谷観音

### 公園・レクリエーション施設
- 古河総合公園 - 桃林と桃祭りで有名。公方館跡のほか、旧飛田家住宅・旧中山家住宅など歴史的建築物とともに、妹島和世による現代建築が並び立つ。【鴻巣】
- ネーブルパーク【駒羽根】
  - ネーブルパークポニー牧場

### スポーツ施設
- 古河市中央運動公園: 陸上競技場のほかに、体育館、テニスコート、プールなどを併設する。なおこれら施設は県西各市町村が建設費を負担しており、それら市町村住民に対してはプールの利用料が割引される。【下大野】
  - 広域中央運動公園陸上競技場: 日本陸連第2種公認競技場であり、各種の競技大会において茨城県西地区予選会場としてよく使われる。
  - はなもも体育館
  - 温水プール

- 古河市サッカー場 : 市営のサッカー専用競技場。大学サッカーでよく使用される。【駒ヶ崎】

- 古河市民球場 : 古河市サッカー場に隣接する野球場。秋季高校野球大会県西予選で使われる。【駒ヶ崎】

- 上大野グラウンド : ソフトボールを中心に、学童軟式野球などでも使用される球場。2009年はソフトボール女子2部の公式戦試合場としても使用された 。【上大野】
- 古河ゴルフリンクス : 過去に石川遼選手が練習していたことで知られているリンクス。日本では珍しい、本格的なリンクスコースと言われている。なお河川敷上にあるため、大雨時はよく水没する。また、古河市主催の『古河花火大会』は毎年、このゴルフ場で開催する。【西町】

- 古河スポーツ交流センター【立崎】
  - リバーフィールド古河 : 渡良瀬川の河川敷を利用した施設。サッカー場、野球場、ソフトボール場、レクリエーション広場、マレットゴルフ場、エントランス広場、芝生の丘(ドローン練習場)がある[56]。

- 三和健康ふれあいスポーツセンター【仁連】
  - 温水プール

- 古河体育館 : 2021年9月30日に閉鎖[57]。古河市中央運動公園とは別の場所にある市営の体育館。ボクシングやプロレスの興行に使用された。

### 特産
- 地酒

- よしず
- フナ甘露煮
- 傘

- ほおずき
- しらたま（和菓子）
- さしま茶

- 御慶事（日本酒）

### 祭事
- 古河桃まつり（3月下旬〜4月上旬）
- 古河神輿まつり（7月）
- 古河花火大会（8月第1土曜日）

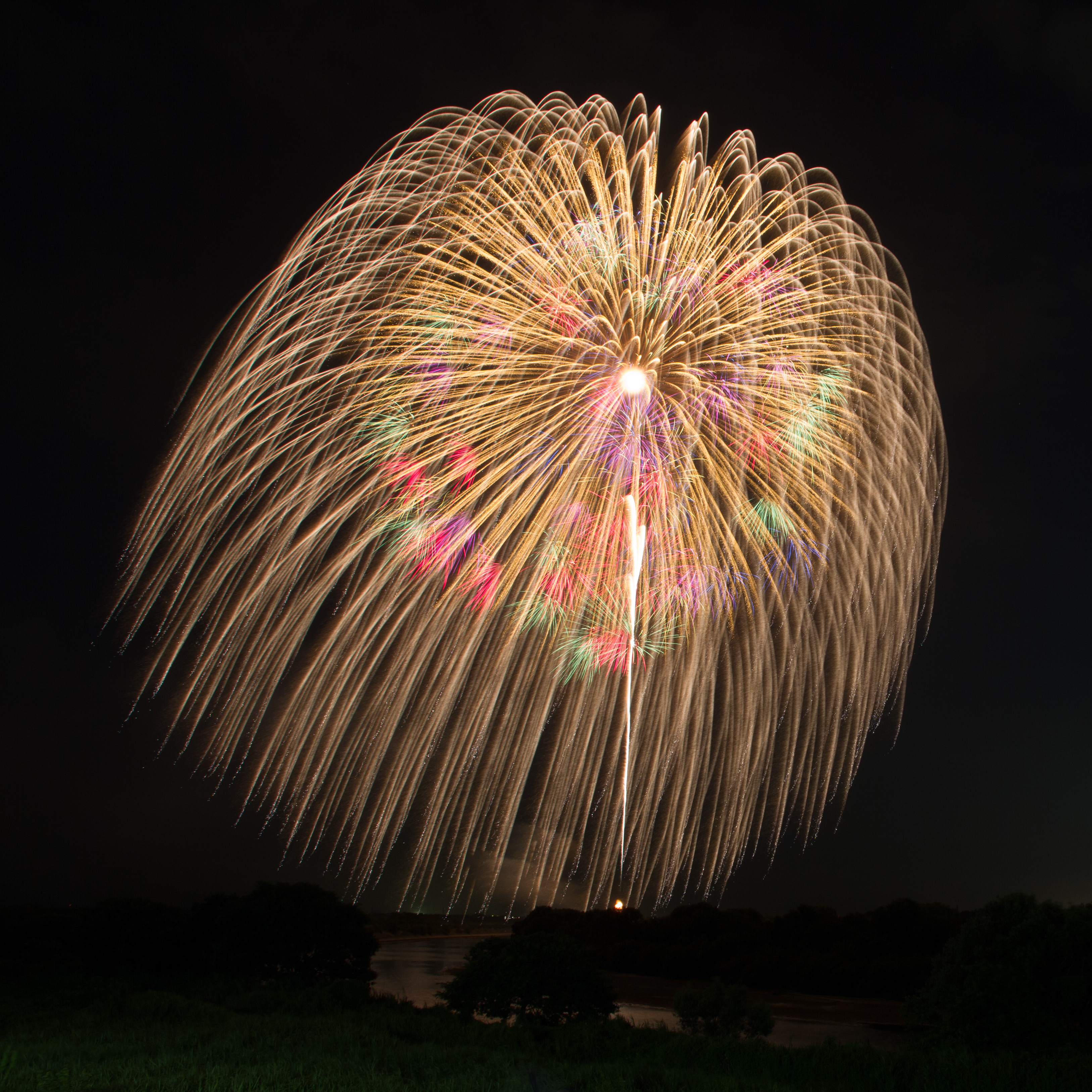
古河花火大会

  - 2005年の新設合併を記念して、毎年8月に渡良瀬川の河川敷にあるゴルフ場『古河ゴルフリンクス』で開催されている。対岸の加須市（加須会場併設）、隣接する野木町後援。
  - 打ち上げ数は関東最大級[注釈 9]の約25,000発（三尺玉3発含む）で、約35万人の観客を誇る。
- 古河朝市（9月下旬）
- 関東ド・マンナカ祭り（10月）
- 古河菊まつり（10月下旬〜11月下旬）
- 古河よかんべまつり（11月上旬）
- 古河提灯竿もみまつり（12月第一土曜日）

### その他行事
- 古河熱気球大会（3月）
- （終了）サンスポ古河はなももマラソン（3月）
- （終了）古河植木市

## 著名な出身者
歴史上の人物　古河公方 古河藩参照
- 足利成氏 - 古河公方、室町時代後期から戦国時代前期の武将
- 鷹見泉石 - 江戸時代後期の古河藩家老、蘭学者
- 土井利勝 - 江戸時代前期の幕府大老、古河藩主、
- 土井利位 - 江戸時代後期の幕府老中、古河藩主、大塩平八郎の乱を鎮圧
- 土井利厚 - 江戸時代後期の幕府老中、古河藩主、松平遠江守忠名の四男

政官界
- 青木来三郎 - 元茨城県議会議員・自由民主党
- 飯島雷輔 - 旧古河市長・貴族院多額納税者議員・貴族院勅選議員
- 小久保喜七 - 元衆議院・貴族院議員、民権運動家を経て立憲政友会
- 佐藤洋之助 - 元衆議院議員
- 神風英男 - 元衆議院議員・民主党
- 永岡洋治 - 衆議院議員（在職中に死去）・自由民主党
- 柳田和己 - 元衆議院議員・民主党

財界
- 大槻奈那 - 金融アナリスト、名古屋商科大学大学院教授
- 黒岩恒雄 - 日本梱包運輸倉庫創業者・初代社長

芸術
- 逸見猶吉 - 詩人・作家
- 遠藤達哉 - 漫画家、「SPY×FAMILY」の原作者
- 岡野玲子 - 漫画家
- 奥原晴湖 - 幕末から明治期の画家
- 粕谷栄市 - 詩人
- 河鍋暁斎 - 幕末から明治期の画家
- 小林久三 - 作家
- 佐怒賀正美 - 俳人・編集者
- 永井路子 - 作家
- 野伏翔 - 演出家、映画監督
- はすみとしこ - 漫画家[要出典]
- 山本ヤマト - イラストレーター、漫画家

文化
- 飯倉章 - 国際政治学者、城西国際大学国際人文学部教授
- 宇賀田順三 - 元九州帝国大学教授、元八幡大学学長、西日本短期大学初代学長
- 遠藤勝信 - 東京女子大学教授
- 春風亭柳橋 (8代目) - 落語家
- 藤懸静也 - 大正から昭和期の日本美術史家、元東京帝国大学教授、浮世絵研究の第一人者
- 宮宗紫野 - 将棋女流棋士

芸能界
- あおきさやか - 旧名：青木静香、声優（生まれは秋田県）
- 綾部祐二 - お笑いコンビ・ピースのメンバー
- 井上高志 - 俳優
- 大野智子 - 元福島中央テレビアナウンサー
- 七五三掛龍也 - アイドル、Travis Japanのメンバー（育ちは、栃木県野木町）
- 武田和歌子 - 朝日放送テレビアナウンサー
- 田村隆 - 放送作家
- 美弥るりか - 元宝塚歌劇団月組男役
- 守谷瞳 - GTPのドラム&ボーカル、バンド解散後フリーで活動中
- 山中崇史 - 俳優

スポーツ
- 石崎剛 - 元プロ野球選手
- 桜花由美 - プロレスラー
- 浦上仁騎 - プロサッカー選手
- 大道広幸 - 元プロサッカー選手
- 木澤正徳 - 元プロサッカー選手
- 黒津勝 - 元プロサッカー選手
- 須田興輔 - 元プロサッカー選手
- 高橋昌大 - 元プロサッカー選手
- 舘野哲也 - 陸上競技選手・2012年ロンドンオリンピック陸上男子400mハードル五輪代表
- 塚田正義 - 元プロ野球選手
- 鶴見凌也 - 元プロ野球選手
- 仁志敏久 - 横浜DeNAベイスターズ二軍監督、元プロ野球選手
- 野澤佑斗 - 元プロ野球選手
- 松永智充 - プロレスラー
- 山口真未 - 競輪選手[58]
- 山室光史 - 体操選手・2012年ロンドンオリンピック体操男子五輪代表・2011年体操男子世界選手権個人総合銅メダル・得意種目つり輪

## 古河市ゆかりの人物
- 渡辺徹（俳優） - 栃木県小山市生まれで、古河市育ち。母親は古河市の食堂の娘である。
- 永岡桂子（永岡洋治の妻・衆議院議員・自由民主党・農林水産大臣政務官） - 東京都出身で、一時期市内に居住していた。
- 大槻義彦（物理学者） - 宮城県角田市出身で古河市に在住。その後、東京都へ転居した。
- 樋口真嗣（映画監督） - 主な監督作品『ローレライ』『日本沈没』。東京都出身で、市内に居住していたことがある。
- 浅野恭司（アニメーター、WIT STUDIO所属） - 主な作品「サイコパス2｣「進撃の巨人OAD&劇場版」｢水曜どうでしょうDVDオープニングアニメ」。